# Liste der Straßen und Plätze in Trier

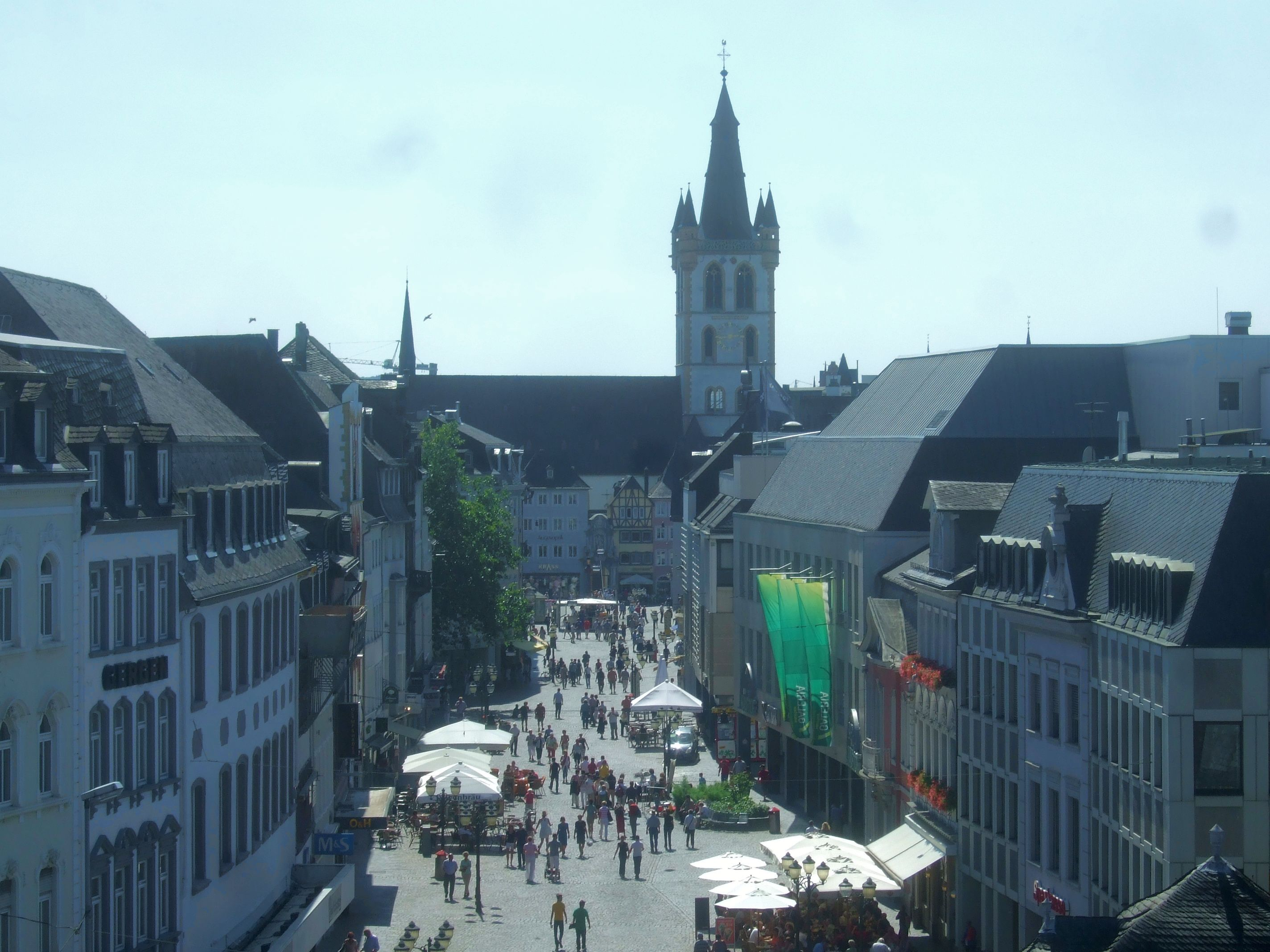
Blick in die Simeonstraße

Die Liste der Straßen und Plätze in Trier beinhaltet die Straßen und Plätze in der rheinland-pfälzischen kreisfreien Stadt Trier an der Mosel.
Durch das Stadtgebiet führen auch die Bundesautobahnen A 64, A 64a und A 602, die Bundesstraßen B 49, B 51, B 53, B 268 und B 422,
die Landesstraßen L 44,
L 46,
L 47,
L 143,
L 144 und
L 145
sowie die Kreisstraßen in Trier.

## Straßen und Plätze
| Nr.  | Name                           | PLZ, Ort          | Bezirk                                   | Ersterwähnung | Erläuterungen |
| ---- | ------------------------------ | ----------------- | ---------------------------------------- | ------------- | --- |
| 1    | Aachener Straße                | 54294 Trier       | Trier-West/Pallien                       | 1883          | früherer Name: Palliener Allee |
| 2    | Aacher Weg                     | 54293 Trier       | Trier-Biewer/Trier-West/Pallien          |               | nach Aach (bei Trier) |
| 3    | Abteiplatz                     | 54290 Trier       | Trier-Süd                                | 1954          | s. Benediktinerabtei St. Matthias |
| 4    | Achterweg                      | 54293 Trier       | Trier-Biewer                             |               | Flurname |
| 982  | Ada-Lovelace-Weg               | 54293 Trier       | Trier-West/Pallien                       | 2014          | s. Ada Lovelace |
| 5    | Adam-Stegerwald-Straße         | 54294 Trier       | Trier-Euren                              | 1962          | s. Adam Stegerwald |
| 6    | Adastraße                      | 54294 Trier       | Trier-Feyen/Weismark                     | 1976          | s. Ada-Evangeliar |
| 915  | Addi-Merten-Straße             | 54296 Trier       | Trier-Kürenz                             | 2003          | Adolf Merten, genannt Addi, Trierer Kommunalpolitiker und Mundartdichter |
| 7    | Adelheidstraße                 | 54290 Trier       | Trier-Süd                                | 1906          | nach Adelheid von Besselich |
| 8    | Adolf-Krämer-Weg               | 54293 Trier       | Trier-Ehrang/Quint                       |               | s. Heinrich Adolf Kraemer |
| 9    | Adolph-Kolping-Straße          | 54295 Trier       | Trier-Heiligkreuz                        | 1959          | s. Adolph Kolping |
| 10   | Adulastraße                    | 54293 Trier       | Trier-Pfalzel                            | 1969          | nach Adula, der Tochter des fränkischen Seneschalls Hugobert und der heiligen Irmina |
| 11   | Agritiusstraße                 | 54295 Trier       | Trier-Mitte/Gartenfeld                   |               | nach dem heiligen Agritius, Bischof von Trier |
| 12   | Agrobstraße                    | 54293 Trier       | Trier-Ehrang/Quint                       | 1969          | benannt nach der gleichnamigen Firma für Grob- und Feinkeramik |
| 13   | Ahornweg                       | 54296 Trier       | Trier-Irsch                              | 1985          | s. Ahorn |
| 14   | Ahrstraße                      | 54296 Trier       | Trier-Filsch                             | 1969          | nach dem Fluss Ahr |
| 15   | Albanastraße                   | 54290 Trier       | Trier-Süd                                |               | Albana-Gruft unter der Quirinuskapelle nordöstlich der Matthiaskirche |
| 16   | Alberoweg                      | 54295 Trier       | Trier-Kürenz                             | 1958          | s. Albero von Montreuil |
| 976  | Albert-Camus-Allee             | 54294 Trier       | Trier-Feyen/Weismark                     | 2013          | s. Albert Camus |
| 17   | Alemannenstraße                | 54293 Trier       | Trier-Ehrang/Quint                       | 1974          | nach der Bevölkerungsgruppe der Alemannen |
| 963  | Alfons-Leitl-Straße            | 54294 Trier       | Trier-Feyen/Weismark                     | 2009          | s. Alfons Leitl |
| 18   | Alkuinstraße                   | 54292 Trier       | Trier-Nord                               | 1969          | s. Alkuin |
| 19   | Alte Monaiser Straße           | 54294 Trier       | Trier-Zewen                              | 2002          | s. Schloss Monaise |
| 20   | Alte Poststraße                | 54292 Trier       | Trier-Ruwer/Eitelsbach                   | 1974          | in Richtung Hermeskeil |
| 21   | Alzenachstraße                 | 54294 Trier       | Trier-Zewen                              | 1969          | Flurname, vorher: Bergstraße |
| 22   | Am Alten Flugplatz             | 54294 Trier       | Trier-Euren                              | 1990          | am ehemaligen Militärflughafen auf der Eurener Flur |
| 23   | Am Alten Theater               | 54290 Trier       | Trier-Mitte/Gartenfeld                   | 1977          | das alte Theater wurde 1944 durch Bomben zerstört |
| 24   | Am Augustinerhof               | 54290 Trier       | Trier-Mitte/Gartenfeld                   | 1964          | |
| 25   | Am Bach                        | 54290 Trier       | Trier-Heiligkreuz                        |               | s. Altbach |
| 26   | Am Bahndamm                    | 54293 Trier       | Trier-Pfalzel                            | 1969          | vorher: Biewerer Straße |
| 27   | Am Beutelweg                   | 54292 Trier       | Trier-Nord                               | 1951          | Klammerform von Beutel(mühlen)weg |
| 28   | Am Bildstock                   | 54294 Trier       | Trier-Feyen/Weismark                     | 1934          | am Bildstock einer Pietà |
| 29   | Am Birnbaum                    | 54296 Trier       | Trier-Kürenz                             | 1926          | historischer Flurname |
| 30   | Am Breitenstein                | 54290 Trier       | Trier-Mitte/Gartenfeld                   |               | ehem. Steg über den hier offen fließenden Weberbach |
| 31   | Am Deimelberg                  | 54295 Trier       | Trier-Mitte/Gartenfeld                   |               | heutiger Petrisberg |
| 32   | Am Forst                       | 54296 Trier       | Trier-Irsch                              | 1969          | vorheriger Name: Aussiedlerhof und Industriegelände |
| 935  | Am Frankenturm                 | 54290 Trier       | Trier-Mitte/Gartenfeld                   | 2005          | nach dem Wohnturm Frankenturm |
| 33   | Am Gillenbach                  | 54293 Trier       | Trier-West/Pallien                       |               | nach dem Fluss Gillenbach |
| 34   | Am Gottbach                    | 54296 Trier       | Trier-Irsch                              | 1996          | am gleichnamigen Bach |
| 35   | Am Grüneberg                   | 54292 Trier       | Trier-Kürenz                             |               | nach dem Berg Grüneberg |
| 36   | Am Herrenbrünnchen             | 54295 Trier       | Trier-Heiligkreuz                        | 1959          | nach dem denkmalgeschützten Brunnenhaus und der Quelle Herrenbrünnchen |
| 37   | Am Herrenweiher                | 54295 Trier       | Trier-Heiligkreuz                        | 1958          | der Herrenweiher war im Eigentum der Benediktinerabtei St. Matthias |
| 38   | Am Hötzberg                    | 54296 Trier       | Trier-Tarforst                           |               | Flurname |
| 39   | Am Irminenwingert              | 54294 Trier       | Trier-West/Pallien                       |               | s. Tempelbezirk Irminenwingert |
| 40   | Am Irrbach                     | 54294 Trier       | Trier-West/Pallien                       | 1920          | Irrbach, linker Zufluss der Mosel |
| 41   | Am Irscher Hof                 | 54294 Trier       | Trier-Feyen/Weismark                     | 1934          | der Flurname erinnert an einen untergegangenen Hof |
| 43   | Am Kandelbach                  | 54295 Trier       | Trier-Olewig                             |               | am gleichnamigen Bach |
| 42   | Am Kändelchen                  | 54293 Trier       | Trier-Pfalzel                            |               | Verkleinerungsform von „Kandel“ = Wasser- bzw. Straßenrinne |
| 44   | Am Kastell                     | 54295 Trier       | Trier-Mitte/Gartenfeld                   | 1934          | nach einem burgartigen römischen Bauwerk benannt |
| 45   | Am Keltenweg                   | 54292 Trier       | Trier-Nord                               | 1969          | s. Kelten |
| 47   | Am Kiewelsberg                 | 54295 Trier       | Trier-Heiligkreuz                        | 1922          | Flurname |
| 48   | Am Knie                        | 54294 Trier       | Trier-Feyen/Weismark                     | 1922          | Flurname, bei Wegebiegungen |
| 49   | Am Knieberg                    | 54293 Trier       | Trier-Ehrang/Quint                       |               | Flurname, bei Wegebiegungen |
| 50   | Am Kreuzchen                   | 54292 Trier       | Trier-Ruwer/Eitelsbach                   |               | benannt nach einem Kreuz |
| 51   | Am Mariahof                    | 54296 Trier       | Trier-Mariahof                           | 1961          | am Gutshof Mariahof |
| 52   | Am Moselkai                    | 54293 Trier       | Trier-Ehrang/Quint                       | 1969          | am Trierer Hafen |
| 53   | Am Mühlenberg                  | 54296 Trier       | Trier-Kernscheid                         |               | Flurname |
| 54   | Am Mühlenteich                 | 54293 Trier       | Trier-Pfalzel                            |               | an der ehem. kurfürstlichen Mühle |
| 55   | Am Nußbaum                     | 54296 Trier       | Trier-Irsch                              | 1985          | s. Walnussgewächse |
| 56   | Am Olbeschgraben               | 54296 Trier       | Trier-Tarforst                           | 1989          | Flurname |
| 57   | Am Palastgarten                | 54290 Trier       | Trier-Mitte/Gartenfeld                   | 1958          | vorheriger Name: An der Basilika |
| 58   | Am Rothenberg                  | 54293 Trier       | Trier-Ehrang/Quint                       |               | nach dem Berg Rothenberg |
| 59   | Am Sandbach                    | 54294 Trier       | Trier-Feyen/Weismark                     | 1922          | nach dem Sandbach, Zufluss der Mosel |
| 60   | Am Sender                      | 54292 Trier       | Trier-Nord                               | 1934          | erster Trierer Rundfunksender, im Hof der ehemaligen Jägerkaserne |
| 61   | Am Stadion                     | 54292 Trier       | Trier-Nord                               | 1969          | am Moselstadion |
| 62   | Am Stadttor                    | 54293 Trier       | Trier-Pfalzel                            | 1969          | an einem ehem. Tor der Stadt Pfalzel, früher: Zuckerbergstraße |
| 938  | Am Staudengarten               | 54296 Trier       | Trier-Kürenz                             | 2006          | Bezug zur Landesgartenschau 2004 |
| 63   | Am Trimmelter Hof              | 54296 Trier       | Trier-Tarforst                           | 1979          | nach der Siedlung Trimmelterhof im Ortsbezirk Trier-Tarforst |
| 65   | Am Weidengraben                | 54296 Trier       | Trier-Kürenz                             | 1967          | Flurname |
| 66   | Am Weinberg                    | 54296 Trier       | Trier-Irsch                              |               | früher war dort ein Weinberg |
| 911  | Am Wissenschaftspark           | 54296 Trier       | Trier-Kürenz                             | 2003          | Ansiedlung von Universitätsinstituten und Unternehmen |
| 67   | Am Zündel                      | 54290 Trier       | Trier-Mitte/Gartenfeld                   | 1958          | nach der Glocke der Gangolfkirche, die als Brandalarmglocke genutzt wurde |
| 68   | Ambrosiusstraße                | 54292 Trier       | Trier-Nord                               | 1954          | Der Heilige Ambrosius war in Trier geboren |
| 953  | Amely-Goebel-Straße            | 54296 Trier       | Trier-Kürenz                             | 2008          | s. Amely Goebel |
| 69   | Amselweg                       | 54294 Trier       | Trier-Zewen                              |               | s. Amsel |
| 70   | An den Kaiserthermen           | 54290 Trier       | Trier-Süd                                | 1972          | nach den Kaiserthermen; die Straße „An den Kaiserthermen“ zwischen Südallee und Karthäuserstraße hieß früher „Schaabs Gässchen“, benannt nach dem Blaudruckfabrikanten und Weinhändler Joseph Schaab; |
| 71   | An der Alten Synagoge          | 54290 Trier       | Trier-Mitte/Gartenfeld                   | 1982          | in der Nähe der Zuckerbergstraße, s. Max Lazarus |
| 72   | An der Bastion                 | 54293 Trier       | Trier-Pfalzel                            | 1969          | an der Bastion der ehem. Stadtbefestigung von Pfalzel |
| 992  | An der Ehranger Mühle          | 54293 Trier       | Trier-Ehrang/Quint                       | 2016          | nach der Ehranger Walzenmühle an der Kyll |
| 73   | An der Feldport                | 54292 Trier       | Trier-Nord                               | 1948          | zwischen Paulin- und Herzogenbuscher Straße, früher: Schönbeckstraße |
| 74   | An der Härenwies               | 54294/54296 Trier | Trier-Feyen/Weismark/Mariahof            | 1951          | Flurname |
| 75   | An der Hospitalsmühle          | 54292 Trier       | Trier-Nord                               | 1926          | an der Mündung des Stadtbaches gelegene Mühle |
| 76   | An der Jugendherberge          | 54292 Trier       | Trier-Nord                               | 1990          | früher Teil der Maarstraße |
| 77   | An der Kapelle                 | 54296 Trier       | Trier-Filsch                             | 1970          | an der Kapelle/Kirche St. Luzia |
| 78   | An der Kastilport              | 54295 Trier       | Trier-Mitte/Gartenfeld                   | 1936          | Tor der mittelalterlichen Stadtmauer |
| 925  | An der Langmauer               | 54293 Trier       | Trier-Ehrang/Quint                       | 2004          | umgangssprachlich gebräuchliche Bezeichnung dieses Platzes |
| 984  | An der Lokrichthalle           | 54294 Trier       | Trier-West/Pallien                       | 2014          | am ehem. Eisenbahnausbesserungswerk |
| 79   | An der Mäswiese                | 54296 Trier       | Trier-Tarforst                           | 1995          | Flurname |
| 80   | An der Meerkatz                | 54290 Trier       | Trier-Mitte/Gartenfeld                   | 1862          | |
| 81   | An der Pferdsweide             | 54296 Trier       | Trier-Tarforst                           |               | Flurname |
| 82   | An der Schellenmauer           | 54290 Trier       | Trier-Mitte/Gartenfeld                   |               | vorheriger Name: Balduinstraße |
| 83   | An der Schule                  | 54296 Trier       | Trier-Tarforst                           | 2000          | bei der neuen Grundschule Tarforst |
| 84   | An der Staustufe               | 54294 Trier       | Trier-Euren                              | 1967          | s. Liste der Moselstaustufen |
| 990  | An der Wolfskaul               | 54296 Trier       | Trier-Filsch                             | 2015          | Flurname |
| 85   | An der Ziegelei                | 54295 Trier       | Trier-Heiligkreuz                        | 1937          | die Ziegelei bestand bis 1959 |
| 86   | Andreas-Hoevel-Straße          | 54294 Trier       | Trier-West/Pallien                       | 1964          | s. Andreas Hoevel, Widerstandskämpfer |
| 87   | Andreasstraße                  | 54296 Trier       | Trier-Tarforst                           | 1969          | nach dem Ortspatron, früher Filscher Straße |
| 88   | Anheierstraße                  | 54296 Trier       | Trier-Mariahof                           | 1961          | Prälat Peter Anheier |
| 89   | Anton-Caspary-Straße           | 54295 Trier       | Trier-Heiligkreuz                        | 1984          | s. Caspary-Brauerei |
| 90   | Antonie-Haupt-Straße           | 54294 Trier       | Trier-Feyen/Weismark                     | 1951          | s. Antonie Haupt |
| 91   | Antoniusstraße                 | 54290 Trier       | Trier-Mitte/Gartenfeld                   | 1851          | an der Antoniuskirche |
| 92   | Arbogaststraße                 | 54292 Trier       | Trier-Ruwer/Eitelsbach                   | 1975          | s. Arbogast der Jüngere |
| 93   | Arnoldistraße                  | 54295 Trier       | Trier-Kürenz                             |               | s. Wilhelm Arnoldi, Bischof von Trier |
| 94   | Arnulfstraße                   | 54295 Trier       | Trier-Heiligkreuz                        |               | s. Heiligkreuz-Kapelle (Trier) |
| 95   | Ascoli Piceno Straße           | 54292 Trier       | Trier-Nord                               | 2002          | Ascoli Piceno, Partnerstadt |
| 96   | Athanasius-Straße              | 54295 Trier       | Trier-Heiligkreuz                        | 2002          | s. Athanasius der Große |
| 97   | Auer-von-Welsbach-Straße       | 54292 Trier       | Trier-Nord                               | 1961          | s. Carl Auer von Welsbach |
| 98   | Auf Blehn                      | 54294 Trier       | Trier-Zewen                              | 1969          | vorheriger Name: Schlesienstraße |
| 937  | Auf dem Petrisberg             | 54296 Trier       | Trier-Kürenz                             | 2006          | s. Petrisberg |
| 958  | Auf dem Adler                  | 54293 Trier       | Trier-Ehrang/Quint                       | 2009          | Flurname |
| 99   | Auf dem Kirchspiel             | 54294 Trier       | Trier-Feyen/Weismark                     | 1922          | s. Pfarrei |
| 100  | Auf dem Schälenberg            | 54292 Trier       | Trier-Ruwer/Eitelsbach                   |               | evtl. nach einem Eichenschälwald (Lohwald für Gerbereizwecke) |
| 111  | Auf der Weismark               | 54294 Trier       | Trier-Feyen/Weismark                     |               | an der Grenze der ehem. Hoheitsgebiete von St. Matthias und St. Irminen |
| 101  | Auf der Au                     | 54296 Trier       | Trier-Tarforst                           | 1979          | Flurname |
| 102  | Auf der Ayl                    | 54295 Trier       | Trier-Olewig                             |               | Flurname |
| 103  | Auf der Bausch                 | 54293 Trier       | Trier-Ehrang/Quint                       |               | Ableitung evtl. von Gehölz, Deutung fraglich |
| 104  | Auf der Burgmauer              | 54295 Trier       | Trier-Heiligkreuz                        | 1989          | Flurname |
| 105  | Auf der Grafschaft             | 54294 Trier       | Trier-Feyen/Weismark                     | 1922          | evtl. Bezug zur fränkischen Trierer Grafschaft, s. Triergau |
| 106  | Auf der Hill                   | 54295 Trier       | Trier-Olewig                             |               | evtl. von helt = bewachsener Berghang |
| 107  | Auf der Jüngt                  | 54293 Trier       | Trier-West/Pallien                       | 1913          | Flurname für jungen Wald |
| 108  | Auf der Neuwies                | 54296 Trier       | Trier-Irsch                              |               | Flurname |
| 109  | Auf der Redoute                | 54296 Trier       | Trier-Kernscheid                         | 1969          | s. Redoute (Festung) |
| 110  | Auf der Steinrausch            | 54290 Trier       | Trier-Süd                                | 1954          | Flurname |
| 112  | Auf Dorheck                    | 54292 Trier       | Trier-Ruwer/Eitelsbach                   | 1975          | Flurname |
| 970  | Auf Ewes                       | 54296 Trier       | Trier-Filsch                             | 2012          | Flurname |
| 113  | Auf Feiser                     | 54292 Trier       | Trier-Ruwer/Eitelsbach                   |               | hier soll das alte Dorf Feis oder Feus gestanden haben |
| 114  | Auf Hirtenberg                 | 54296 Trier       | Trier-Feyen/Weismark                     | 1976          | Flurname |
| 115  | Auf Mohrbüsch                  | 54292 Trier       | Trier-Ruwer/Eitelsbach                   |               | Flurname |
| 116  | Auf Schwarzfeld                | 54292 Trier       | Trier-Ruwer/Eitelsbach                   |               | Flurname |
| 117  | Auf Sperbel                    | 54294 Trier       | Trier-Zewen                              | 1976          | Flurname nach einem Hausnamen |
| 118  | Auf Sprung                     | 54292 Trier       | Trier-Ruwer/Eitelsbach                   |               | von Sprung = Quelle |
| 119  | August-Antz-Straße             | 54293 Trier       | Trier-Ehrang/Quint                       |               | nach August Antz, Rektor, Ehrenbürger von Ehrang |
| 120  | Augustastraße                  | 54294 Trier       | Trier-West/Pallien                       |               | s. Auguste Viktoria |
| 121  | Augustinerstraße               | 54290 Trier       | Trier-Mitte/Gartenfeld                   | 1928          | s. Am Augustinerhof |
| 122  | Augustinusstraße               | 54296 Trier       | Trier-Tarforst                           | 2000          | nach der Pfarrei St. Augustinus |
| 124  | Aulstraße                      | 54290 Trier       | Trier-Süd                                |               | nach der früheren Töpfer- oder Aulnerkunst |
| 125  | Ausoniusstraße                 | 54292 Trier       | Trier-Mitte/Gartenfeld                   | 1901          | |
| 127  | Avelsbacher Straße             | 54295 Trier       | Trier-Kürenz                             |               | nach dem Avelsbach |
| 128  | Bachstraße                     | 54292 Trier       | Trier-Nord                               |               | s. Weberbach, Trierer Stadtbach |
| 129  | Bachwies                       | 54296 Trier       | Trier-Filsch                             | 1970          | Flurname |
| 130  | Bäderstraße                    | 54290 Trier       | Trier-Süd                                |               | s. Barbarathermen |
| 132  | Bahnhofsplatz                  | 54292 Trier       | Trier-Nord/Trier-Mitte/Gartenfeld        |               | am Trier Hauptbahnhof |
| 133  | Bahnhofstraße                  | 54292 Trier       | Trier-Nord/Trier-Mitte/Gartenfeld        |               | am Hauptbahnhof |
| 134  | Balduinstraße                  | 54290 Trier       | Trier-Mitte/Gartenfeld                   | 1895          | |
| 135  | Balthasar-Neumann-Straße       | 54292 Trier       | Trier-Nord                               | 1969          | nach Balthasar Neumann |
| 136  | Baltzstraße                    | 54296 Trier       | Trier-Kürenz                             |               | s. Constanz von Baltz |
| 137  | Banthusstraße                  | 54290 Trier       | Trier-Mitte/Gartenfeld                   |               | s. Beatus von Trier |
| 131  | Bärenfeldstraße                | 54294 Trier       | Trier-West/Pallien                       |               | Beerenfeld oder Ableitung von dem Personennamen Bär, Behr, Beer |
| 138  | Beethovenstraße                | 54294 Trier       | Trier-Zewen                              |               | Beethoven, Musiker |
| 139  | Behringstraße                  | 54296 Trier       | Trier-Kürenz/Trier-Olewig                | 1961          | s. Emil von Behring |
| 998  | Beim Turm Luxemburg            | 54296 Trier       | Trier-Kürenz                             | 2019          | beim Turm Luxemburg auf dem Petrisberg |
| 943  | Beim alten Weingarten          | 54296 Trier       | Trier-Kürenz                             | 2006          | mittelalterlicher Rebgarten nachgewiesen |
| 140  | Beim Hohlengraben              | 54296 Trier       | Trier-Kürenz                             | 1962          | s. Hohlweg |
| 942  | Beim Praetorium                | 54296 Trier       | Trier-Kürenz                             | 2006          | s. Praetorium |
| 912  | Belvedere                      | 54296 Trier       | Trier-Kürenz                             | 2003          | nach der ehemaligen französischen Kaserne Belvedère |
| 141  | Benediktinerstraße             | 54292 Trier       | Trier-Nord                               | 1888          | s. Benediktinerabtei St. Marien, Kloster St. Marien |
| 142  | Bergstraße                     | 54295 Trier       | Trier-Mitte/Gartenfeld                   | 1894          | unterhalb des Petrisberges |
| 143  | Berliner Allee                 | 54295 Trier       | Trier-Heiligkreuz                        | 1961          | s. Berlin |
| 980  | Bernd-Bohr-Platz               | 54293 Trier       | Trier-Ehrang/Quint                       | 2013          | Bernd Bohr, Pastor in Ehrang |
| 144  | Bernhardstraße                 | 54295 Trier       | Trier-Heiligkreuz                        | 1913          | s. Bernhard von Clairvaux |
| 145  | Bernkasteler Straße            | 54292 Trier       | Trier-Nord                               | 1951          | s. Bernkastel-Kues/Mosel |
| 146  | Bertulfstraße                  | 54296 Trier       | Trier-Mariahof                           | 1961          | Bertulf II., Abt von St. Matthias |
| 147  | Bettemburgstraße               | 54293 Trier       | Trier-Ehrang/Quint                       | 1969          | s. Bettemburg/Luxemburg |
| 148  | Biewerer Straße                | 54293 Trier       | Trier-Biewer                             |               | |
| 149  | Birkenstraße                   | 54295 Trier       | Trier-Heiligkreuz                        | 1955          | s. Birken |
| 1012 | Platz der Menschenwürde        | 54290 Trier       | Trier-Mitte/Gartenfeld                   | 2023          | bis 2011: Windstraße/Hinter dem Dom; von 2011 bis 2023: Bischof-Stein-Platz |
| 150  | Bismarckstraße                 | 54292 Trier       | Trier-Nord                               |               | s. Bismarck, Reichskanzler |
| 151  | Bitburger Straße               | 54293/54294 Trier | Trier-West/Pallien                       |               | s. Bitburg/Eifel |
| 952  | Blandine-Merten-Straße         | 54296 Trier       | Trier-Kürenz                             | 2008          | s. Blandine Merten |
| 152  | Blankensteinstraße             | 54294 Trier       | Trier-West/Pallien                       |               | s. Ernst von Blankenstein |
| 153  | Bleichstraße                   | 54292 Trier       | Trier-Nord                               |               | nach einer Bleichwiese an der Mosel |
| 154  | Bleischmelze                   | 54293 Trier       | Trier-Ehrang/Quint                       |               | ehemalige Bleischmelze in Quint |
| 155  | Blücherstraße                  | 54294 Trier       | Trier-West/Pallien                       |               | s. Gebhard Leberecht von Blücher |
| 157  | Blumenweg                      | 54293 Trier       | Trier-Pfalzel                            |               | s. Blume |
| 156  | Blütenweg                      | 54292 Trier       | Trier-Ruwer/Eitelsbach                   | 1969          | vorheriger Name: Gartenfeldstraße |
| 986  | Bobinethöfe                    | 54294 Trier       | Trier-West/Pallien                       | 2014          | Deutsche Bobinet GmbH, Textilien |
| 158  | Böhmerstraße                   | 54290 Trier       | Trier-Mitte/Gartenfeld                   |               | Siedlung Beheim, 1115 belegt |
| 159  | Bohnenberg                     | 54296 Trier       | Trier-Kernscheid                         | 1970          | von einem Personennamen, Albanus oder Urbanus |
| 160  | Bollwerkstraße                 | 54290 Trier       | Trier-Mitte/Gartenfeld                   |               | nach einem Bollwerk oder Schanze, die die Franzosen 1734 angelegt hatten; im Bereich der ehem. Brückenfestung Trier an der Römerbrücke                                                                |
| 161  | Bonhoefferstraße               | 54296 Trier       | Trier-Mariahof                           | 1961          | s. Dietrich Bonhoeffer |
| 162  | Bonifatiusstraße               | 54296 Trier       | Trier-Kürenz                             | 1962          | Bonifatius, Apostel der Deutschen, weilte des Öfteren in Trier |
| 163  | Bonner Straße                  | 54294 Trier       | Trier-West/Pallien                       | 1969          | hieß früher Koblenzer Straße |
| 164  | Bornewasserstraße              | 54294 Trier       | Trier-Feyen/Weismark                     | 1952          | nach Franz Rudolf Bornewasser, Bischof von Trier |
| 165  | Borngasse                      | 54292 Trier       | Trier-Ruwer/Eitelsbach                   |               | Born = Wasser/Brunnen |
| 166  | Borweg                         | 54292 Trier       | Trier-Ruwer/Eitelsbach                   | 1969          | Bor = Born = Wasser/Brunnen |
| 167  | Brahmsstraße                   | 54292 Trier       | Trier-Nord                               | 1969          | s. Brahms, Musiker, vorheriger Name: Im Kirchgarten |
| 168  | Breitenbachstraße              | 54293 Trier       | Trier-Ehrang/Quint                       |               | moselromanisch preit = Wiese, also: Wiesenbach |
| 169  | Breitenweg                     | 54296 Trier       | Trier-Filsch                             |               | moselromanisch preit = Wiese, also: Wiesenweg |
| 170  | Brentanostraße                 | 54294 Trier       | Trier-West/Pallien                       |               | nach dem kaiserlichen General Anton Joseph Brentano |
| 171  | Breslauer Straße               | 54295 Trier       | Trier-Heiligkreuz                        | 1969          | nach der alten Hauptstadt Schlesiens, Breslau |
| 172  | Brettenbach                    | 54296 Trier       | Trier-Olewig                             |               | 1200 als „Brettenbach“, 1379 „in Brittenbach“ nachgewiesen |
| 173  | Brotstraße                     | 54290 Trier       | Trier-Mitte/Gartenfeld                   |               | nach den Verkaufsständen der Bäckerzunft |
| 174  | Brubacher Hof                  | 54296 Trier       | Trier-Mariahof                           |               | 1363/64 als „Brobach“ urkundlich belegt |
| 175  | Brubacher Weg                  | 54296 Trier       | Trier-Kernscheid                         |               | 1363/64 wurde der Brubacher Hof als „Brobach“ urkundlich belegt |
| 176  | Bruchhausenstraße              | 54290 Trier       | Trier-Mitte/Gartenfeld                   |               | Albert v. Bruchhausen (1859 – 1948), Oberbürgermeister von Trier |
| 177  | Brückenstraße                  | 54290 Trier       | Trier-Mitte/Gartenfeld                   |               | führt zur Römerbrücke |
| 178  | Brühlstraße                    | 54295 Trier       | Trier-Kürenz                             |               | vorheriger Name: Achten Straße |
| 179  | Brunnenstraße                  | 54295 Trier       | Trier-Kürenz                             |               | nach den Dorfbrunnen, die sich früher dort befanden |
| 180  | Buchenweg                      | 54293 Trier       | Trier-Ehrang/Quint                       | 1969          | s. Buchen |
| 182  | Burgmühlenstraße               | 54294 Trier       | Trier-Euren                              | 1930          | nach der Eurener Burgmühle benannt |
| 183  | Burgstraße                     | 54293 Trier       | Trier-Pfalzel                            |               | nach der mittelalterlichen erzbischöflichen Burg Pfalzel |
| 181  | Büschweg                       | 54293 Trier       | Trier-Pfalzel                            |               | Büsch = Busch = Wald |
| 185  | Busental                       | 54293 Trier       | Trier-West/Pallien                       |               | 1747 als „Boussenthall“ nachgewiesen |
| 186  | Caspar-Olevian-Straße          | 54295 Trier       | Trier-Olewig                             | 1967          | s. Caspar Olevian |
| 187  | Castelforte-Straße             | 54292 Trier       | Trier-Nord                               | 2001          | nach der ehemaligen französischen Kaserne Castelforte |
| 974  | Castelnauplatz                 | 54294 Trier       | Trier-Feyen/Weismark                     | 2013          | s. Noël de Castelnau |
| 978  | Charles-Mannay-Straße          | 54294 Trier       | Trier-Feyen/Weismark                     | 2013          | s. Charles Mannay |
| 188  | Charlottenstraße               | 54295 Trier       | Trier-Mitte/Gartenfeld                   |               | benannt nach der Frau des Regierungsbaumeisters Quednow |
| 189  | Christian-Eberle-Straße        | 54295 Trier       | Trier-Heiligkreuz                        | 1959          | nach Johann Christian Eberle, Erneuerer des deutschen Sparkassenwesens |
| 928  | Christ-König-Platz             | 54294 Trier       | Trier-West/Pallien                       | 2004          | bei der Kirche Christ König |
| 190  | Christophstraße                | 54290 Trier       | Trier-Mitte/Gartenfeld                   |               | vorheriger Name: An der Römermauer |
| 192  | Clara-Viebig-Straße            | 54294 Trier       | Trier-Feyen/Weismark                     | 1954          | s. Clara Viebig |
| 191  | Cläre-Prem-Straße              | 54292 Trier       | Trier-Nord                               | 2001          | s. Cläre Prem |
| 968  | Clemens-Wenzeslaus-Straße      | 54296 Trier       | Trier-Filsch                             | 2012          | s. Clemens Wenzeslaus von Sachsen |
| 193  | Cusanusstraße                  | 54294 Trier       | Trier-Feyen/Weismark                     | 1954          | s. Nikolaus von Kues |
| 194  | Dagobertstraße                 | 54292 Trier       | Trier-Ruwer/Eitelsbach                   | 1975          | s. Dagobert I., König des Frankenreiches |
| 196  | Dammstraße                     | 54293 Trier       | Trier-Ehrang/Quint                       |               | nach dem Bahndamm der Quinter Eisenbahn |
| 197  | Dampfschiffstraße              | 54290 Trier       | Trier-Mitte/Gartenfeld                   |               | führt zum ehemaligen Landeplatz der Moseldampfschiffe |
| 198  | Danystraße                     | 54292 Trier       | Trier-Nord                               | 1888          | Trierer Bürger Sebastian Dany, „Danys Bast“ |
| 199  | Dasbachstraße                  | 54292 Trier       | Trier-Nord                               | 1948          | nach Georg Friedrich Dasbach, Priester, Publizist, Verleger und Politiker |
| 200  | Dauner Straße                  | 54294 Trier       | Trier-West/Pallien                       | 1961          | s. Daun/Eifel |
| 201  | De-Nys-Straße                  | 54295 Trier       | Trier-Heiligkreuz                        | 1954          | Karl de Nys, Oberbürgermeister von Trier |
| 202  | Deutschherrenstraße            | 54290 Trier       | Trier-Mitte/Gartenfeld                   |               | vorheriger Name: erste urkundliche Erwähnung 1392 „Am Staffel in der Dutzschgassen“, später: Deutschstraße; s. Deutschherren                                                                          |
| 203  | Deworastraße                   | 54290 Trier       | Trier-Mitte/Gartenfeld                   | 1901          | Viktor Joseph Dewora, Domkapitular und Trierer Schulmann |
| 204  | Diedenhofener Straße           | 54294 Trier       | Trier-Euren                              | 1972          | s. Thionville, Stadt in Frankreich |
| 205  | Dietrich-Flade-Straße          | 54296 Trier       | Trier-Tarforst                           | 2000          | s. Dietrich Flade |
| 206  | Dietrichstraße                 | 54290 Trier       | Trier-Mitte/Gartenfeld                   |               | |
| 207  | Domäne Avelsbach               | 54296 Trier       | Trier-Kürenz                             |               | |
| 208  | Domänenstraße                  | 54295 Trier       | Trier-Kürenz                             |               | |
| 209  | Domfreihof                     | 54290 Trier       | Trier-Mitte/Gartenfeld                   |               | |
| 210  | Dominikanerstraße              | 54290 Trier       | Trier-Mitte/Gartenfeld                   |               | s. Dominikaner |
| 211  | Donaustraße                    | 54293 Trier       | Trier-Biewer                             |               | s. Donau |
| 212  | Dr.-Altmann-Straße             | 54292 Trier       | Trier-Nord                               | 1958          | s. Adolf Altmann, Oberrabbiner |
| 213  | Dr.-Piro-Straße                | 54294 Trier       | Trier-Feyen/Weismark                     | 1958          | nach Dr. med. Ernst Piro (1863 – 1914) |
| 214  | Drachenhaus                    | 54293 Trier       | Trier-West/Pallien                       |               | früher: Mergener Grünhaus, später Drachenhaus nach den am First angebrachten Drachen genannt |
| 215  | Dronkestraße                   | 54294 Trier       | Trier-Euren                              | 1958          | s. Adolf Dronke, Gründer des Eifelvereins |
| 216  | Drosselweg                     | 54293 Trier       | Trier-Ehrang/Quint                       | 1969          | nach dem Singvogel Drossel |
| 217  | Druckenmüllerstraße            | 54295 Trier       | Trier-Heiligkreuz                        | 1954          | s. Nikolaus Druckenmüller |
| 219  | Duisburger Hof                 | 54292 Trier       | Trier-Ruwer/Eitelsbach                   |               | 1569 als Thebestburg nachgewiesen |
| 218  | Dürerstraße                    | 54294 Trier       | Trier-Zewen                              | 1969          | s. Albrecht Dürer |
| 220  | Eberhardstraße                 | 54290 Trier       | Trier-Süd                                | 1897          | |
| 221  | Echternacher Straße            | 54294 Trier       | Trier-Zewen                              | 1969          | s. Echternach/Luxemburg |
| 989  | Edith-Stein-Straße             | 54296 Trier       | Trier-Filsch                             | 2015          | s. Edith Stein |
| 959  | Eduard-Becking-Straße          | 54293 Trier       | Trier-Ehrang/Quint                       | 2009          | Eduard Becking, Heimat- und Altertumsforscher, Mosaikfabrik |
| 222  | Eduard-Schieffer-Straße        | 54295 Trier       | Trier-Heiligkreuz                        | 1959          | Eduard Schieffer, Trierer Kaufmann und Stadtverordneter, Feuerwehr-Hauptmann |
| 223  | Egbertstraße                   | 54295 Trier       | Trier-Mitte/Gartenfeld                   | 1894          | Egbert, Trierer Erzbischof |
| 224  | Ehranger Straße                | 54293 Trier       | Trier-Ehrang/Quint                       | 1969          | vorheriger Name: Trierer Straße |
| 225  | Eichendorffstraße              | 54293 Trier       | Trier-Pfalzel                            |               | s. Joseph von Eichendorff, deutscher Dichter der Spätromantik |
| 226  | Eichenweg                      | 54293 Trier       | Trier-Ehrang/Quint                       | 1969          | s. Eichengewächse |
| 227  | Eifelstraße                    | 54294 Trier       | Trier-West/Pallien                       | 1951          | nach der Eifel, Teil des Rheinischen Schiefergebirges |
| 228  | Einsteinstraße                 | 54294 Trier       | Trier-Feyen/Weismark                     | 1969          | s. Albert Einstein, Physiker, Nobelpreisträger |
| 229  | Eisenbahnstraße                | 54294 Trier       | Trier-Euren                              |               | die Straße führt vom Ortsmittelpunkt zur Bahnlinie |
| 230  | Eitelsbacher Straße            | 54292 Trier       | Trier-Ruwer/Eitelsbach                   | 1969          | nach der früheren Gemeinde Eitelsbach |
| 231  | Eligiusstraße                  | 54294 Trier       | Trier-Euren                              |               | nach Eligius von Noyon |
| 232  | Ellenweg                       | 54294 Trier       | Trier-Euren                              |               | evtl. von Erle: also Erlenweg |
| 997  | Else-Fichter-Straße            | 54292 Trier       | Trier-Ruwer/Eitelsbach                   | 2018          | s. Else Fichter |
| 233  | Eltzstraße                     | 54293 Trier       | Trier-Pfalzel                            | 1969          | s. Jakob III. von Eltz, Kurfürst und Erzbischof von Trier |
| 234  | Engelborn                      | 54296 Trier       | Trier-Irsch                              | 1969          | vorheriger Name: Im Bungert |
| 235  | Engelstraße                    | 54292 Trier       | Trier-Nord                               |               | evtl. von enge Straße |
| 236  | Erlemannstraße                 | 54294 Trier       | Trier-West/Pallien                       | 1958          | s. Gustav Erlemann, Musiker |
| 237  | Erlenhof                       | 54293 Trier       | Trier-Biewer                             |               | erbaut 1930 |
| 238  | Erzbischof-Heinrich-Straße     | 54295 Trier       | Trier-Heiligkreuz                        | 1959          | s. Heinrich I. (Trier) |
| 926  | Eselspfad                      | 54295 Trier       | Trier-Heiligkreuz                        | 2004          | volkstümlich überlieferte Bezeichnung dieses Verbindungsweges |
| 239  | Estricher Hof                  | 54296 Trier       | Trier-Feyen/Weismark                     |               | 1249 erstmals genannt |
| 240  | Estricher Weg                  | 54294 Trier       | Trier-Feyen/Weismark                     | 1922          | Weg in Richtung des Estricher Hofes |
| 241  | Euchariusstraße                | 54290 Trier       | Trier-Süd                                |               | s. Eucharius, der nach der Überlieferung erste Bischof von Trier |
| 242  | Eugenstraße                    | 54296 Trier       | Trier-Mariahof                           | 1961          | s. Eugen III., Papst |
| 243  | Eulenstraße                    | 54294 Trier       | Trier-Zewen                              |               | nicht deutbar, da historische Vorformen fehlen |
| 244  | Eurener Straße                 | 54294 Trier       | Trier-West/Pallien/Euren                 |               | nach dem seit 1930 eingemeindeten Vorort Euren |
| 245  | Fabrikstraße                   | 54290 Trier       | Trier-Mitte/Gartenfeld                   | 1888          | benannt nach der „Gasfabrik“, die an dieser Straße errichtet wurde, früher: Weg nach Kürenz |
| 246  | Fahrstraße                     | 54290 Trier       | Trier-Mitte/Gartenfeld                   | 1783          | so genannt seit 1783 |
| 247  | Fandelborn                     | 54296 Trier       | Trier-Irsch                              | 1969          | vorheriger Name: Kernscheider Weg |
| 248  | Fausenburg                     | 54295 Trier       | Trier-Mitte/Gartenfeld                   |               | Fausenburg = Vogtsburg, gehörte zu dem Dorfe Castil/Castell |
| 249  | Feldstraße                     | 54290 Trier       | Trier-Mitte/Gartenfeld                   |               | 1363 „Veltgasse“ |
| 250  | Ferdinand-Tietz-Straße         | 54295 Trier       | Trier-Heiligkreuz                        | 1959          | s. Ferdinand Tietz |
| 251  | Feyener Weg                    | 54294 Trier       | Trier-Feyen/Weismark                     | 1922          | nach dem 1912 eingemeindeten Vorort Feyen |
| 252  | Fichtenweg                     | 54293 Trier       | Trier-Ehrang/Quint                       | 1969          | nach den Fichtengewächsen |
| 254  | Filscher Straße                | 54296 Trier       | Trier-Filsch                             | 1969          | nach der früheren Gemeinde Filsch |
| 255  | Filscher Wäldchen              | 54296 Trier       | Trier-Filsch/Irsch                       | 1977          | nach der früheren Gemeinde Filsch |
| 253  | Filscher Haus                  | 54296 Trier       | Trier-Filsch                             |               | historischer Flurname |
| 256  | Finkenweg                      | 54293 Trier       | Trier-Ehrang/Quint                       | 1969          | nach der Familie der Finken |
| 257  | Fischweg                       | 54292 Trier       | Trier-Ruwer/Eitelsbach                   | 1969          | von alters her ein Weg von Ruwer nach Kasel, vorheriger Name: Maximinstraße |
| 258  | Flachenfeld                    | 54292 Trier       | Trier-Ruwer/Eitelsbach                   |               | als Flurname bedeutet dieser Name flaches, ebenes Feld |
| 259  | Flanderstraße                  | 54290 Trier       | Trier-Mitte/Gartenfeld                   |               | seit 1227 bezeugt, Niederlassung flämischer Kaufleute und Weber |
| 260  | Fleischstraße                  | 54290 Trier       | Trier-Mitte/Gartenfeld                   |               | nach den Verkaufsständen der Metzgerzunft, ältester Beleg ca. 1190 |
| 261  | Flinsbachstraße                | 54295 Trier       | Trier-Heiligkreuz                        | 1961          | s. Kunemann Flinsbach, evangelischer Prediger |
| 262  | Florastraße                    | 54293 Trier       | Trier-Ehrang/Quint                       | 1971          | nach der Flora, der Pflanzenwelt |
| 933  | Fort-Worth-Platz               | 54292 Trier       | Trier-Nord                               | 2005          | Fort Worth in Texas (USA) ist seit 1987 Partnerstadt von Trier |
| 263  | Fortunatusstraße               | 54292 Trier       | Trier-Ruwer/Eitelsbach                   | 1975          | s. Venantius Fortunatus, fränkischer Dichter |
| 265  | Franz-Altenhofen-Straße        | 54292 Trier       | Trier-Ruwer/Eitelsbach                   |               | Franz Altenhofen, Pfarrer in Ruwer |
| 266  | Franz-Altmeier-Straße          | 54290 Trier       | Trier-Süd                                | 1990          | Franz Altmeier, Trierer Musikdirektor |
| 267  | Franz-Buß-Straße               | 54295 Trier       | Trier-Heiligkreuz                        | 1937          | Franz Xaver Buhs, Oberbürgermeister der Stadt Trier |
| 271  | Franzenheimer Straße           | 54296 Trier       | Trier-Kernscheid                         |               | nach dem Dorf Franzenheim |
| 268  | Franz-Georg-Straße             | 54292 Trier       | Trier-Nord                               |               | s. Franz Georg von Schönborn |
| 272  | Franziskusstraße               | 54293 Trier       | Trier-Ehrang/Quint                       |               | nach Franz von Assisi, wegen des in der Nähe liegenden Krankenhauses der Franziskanerinnen |
| 269  | Franz-Ludwig-Straße            | 54290 Trier       | Trier-Mitte/Gartenfeld                   | 1909          | s. Franz Ludwig von Pfalz-Neuburg, Kurfürst und Erzbischof |
| 270  | Franz-Rupp-Straße              | 54296 Trier       | Trier-Irsch                              | 1969          | Franz Rupp, Pfarrer in Irsch |
| 273  | Frauenstraße                   | 54290 Trier       | Trier-Mitte/Gartenfeld                   |               | nach dem erstmals 1554 nachgewiesenen „Gemeinen Frauenhaus“ |
| 274  | Freiherr-vom-Stein-Straße      | 54293 Trier       | Trier-Pfalzel                            |               | s. Heinrich Friedrich Karl vom und zum Stein |
| 275  | Friedensstraße                 | 54295 Trier       | Trier-Heiligkreuz                        |               | die Straße wurde nach dem 1. Weltkrieg angelegt |
| 276  | Friedhofstraße                 | 54293 Trier       | Trier-Ehrang/Quint                       |               | beim Friedhof von Ehrang |
| 277  | Friedlandstraße                | 54293 Trier       | Trier-Biewer                             | 1958          | s. Grenzdurchgangslager Friedland |
| 278  | Friedrich-Breitbach-Straße     | 54292 Trier       | Trier-Nord                               | 2000          | s. Friedrich Breitbach |
| 279  | Friedrich-Ebert-Allee          | 54292 Trier       | Trier-Mitte/Gartenfeld                   | 1927          | nach Friedrich Ebert |
| 280  | Friedrich-Wilhelm-Straße       | 54290 Trier       | Trier-Süd                                |               | nach dem damaligen Kronprinzen Friedrich Wilhelm |
| 281  | Fritz-Quant-Straße             | 54294 Trier       | Trier-Feyen/Weismark                     | 1976          | s. Fritz Quant |
| 282  | Fritz-von-Wille-Straße         | 54296 Trier       | Trier-Tarforst                           | 1981          | s. Fritz von Wille |
| 283  | Fröbelstraße                   | 54294 Trier       | Trier-Zewen                              | 1969          | s. Friedrich Fröbel, Volkserzieher |
| 284  | Fröhlicherstraße               | 54293 Trier       | Trier-Ehrang/Quint                       | 1969          | Anton Fröhlicher, Pfarrer von Ehrang |
| 286  | Gallstraße                     | 54290 Trier       | Trier-Süd                                |               | Ludwig Gall, Erfinder und Sozialtheoretiker |
| 287  | Gambrinusstraße                | 54295 Trier       | Trier-Heiligkreuz                        |               | s. Gambrinus (Person) |
| 288  | Gangolfstraße                  | 54290 Trier       | Trier-Mitte/Gartenfeld                   | 1957          | s. St. Gangolf (Trier) |
| 289  | Gartenfeldstraße               | 54295 Trier       | Trier-Mitte/Gartenfeld                   | 1883          | nach dem unterhalb des Petrisberges gelegenen Stadtteil |
| 290  | Gartenstraße                   | 54293 Trier       | Trier-Ehrang/Quint                       |               | nach den Gärten, die sich früher hier befanden |
| 285  | Gärtnerstraße                  | 54292 Trier       | Trier-Nord                               |               | nach den früher dort befindlichen Gärtnereien |
| 291  | Gelleberg                      | 54295 Trier       | Trier-Heiligkreuz                        | 1954          | Flurname |
| 292  | Genovevastraße                 | 54293 Trier       | Trier-Pfalzel                            |               | Genoveva, legendäre Gestalt aus der Genovevasage |
| 293  | Georg-Christoph-Neller-Straße  | 54296 Trier       | Trier-Tarforst                           | 2000          | Georg Christoph Neller, Jurist, Professor |
| 294  | Georg-Schäffer-Straße          | 54295 Trier       | Trier-Heiligkreuz                        | 1959          | s. Sebastian Georg Schäffer |
| 295  | Georg-Schmitt-Platz            | 54292 Trier       | Trier-Nord/Trier-Mitte/Gartenfeld        |               | s. Georg Schmitt, Musiker |
| 296  | Georgstraße                    | 54296 Trier       | Trier-Irsch                              |               | nach dem Patron der Irscher Pfarrkirche |
| 297  | Gerberstraße                   | 54290 Trier       | Trier-Süd                                | 1888          | nach den dort angesiedelten Gerbereien |
| 988  | Gerd-Schaeidt-Straße           | 54296 Trier       | Trier-Filsch                             | 2015          | Gerd Schaeidt, Trierer Unternehmer |
| 298  | Germanstraße                   | 54290 Trier       | Trier-Mitte/Gartenfeld                   |               | nach Germanus von Auxerre, Bischof |
| 299  | Gertrud-Schloss-Straße         | 54294 Trier       | Trier-Feyen/Weismark                     | 1990          | nach Gertrud Schloss, Journalistin |
| 300  | Gervasiusstraße                | 54290 Trier       | Trier-Mitte/Gartenfeld                   | 1969          | nach der früheren Gervasiuskirche, s. Gervasius-und-Protasius-Kirche |
| 301  | Geschwister-Scholl-Straße      | 54295 Trier       | Trier-Heiligkreuz                        | 1951          | s. Geschwister Scholl |
| 302  | Gilbertstraße                  | 54290 Trier       | Trier-Süd                                | 1888          | nach dem Wirt Franz Gilbert vom „Goldenen Brunnen“ |
| 303  | Glockengießerstraße            | 54292 Trier       | Trier-Nord                               | 1888          | nach einer Glockengießerei |
| 304  | Glockenstraße                  | 54290 Trier       | Trier-Mitte/Gartenfeld                   |               | nach dem Haus „Zur Glocke“ (15. Jahrhundert) |
| 936  | Gloucester-Straße              | 54296 Trier       | Trier-Kürenz                             | 2006          | Gloucester in Großbritannien, Partnerstadt von Trier |
| 305  | Gneisenaustraße                | 54294 Trier       | Trier-West/Pallien                       | 1900          | nach August Neidhardt von Gneisenau |
| 306  | Göbenstraße                    | 54292 Trier       | Trier-Nord                               | 1895          | nach August Karl von Goeben |
| 308  | Goethestraße                   | 54292 Trier       | Trier-Nord                               | 1951          | nach Johann Wolfgang v. Goethe (1749 – 1832) |
| 309  | Golostraße                     | 54293 Trier       | Trier-Pfalzel                            |               | nach Golo, Schlüsselfigur der Genovevasage, siehe Genoveva von Brabant |
| 307  | Görresstraße                   | 54294 Trier       | Trier-Feyen/Weismark                     | 1954          | s. Joseph Görres, Publizist |
| 310  | Gotenstraße                    | 54293 Trier       | Trier-Ehrang/Quint                       | 1974          | nach dem Stamm der Goten |
| 311  | Gottbillstraße                 | 54294 Trier       | Trier-Euren/Trier-Zewen                  | 1972          | nach Ludwig Karl Gottbill (1731–1799), Trierer Bürgermeister und Maire |
| 312  | Grabenstraße                   | 54290 Trier       | Trier-Mitte/Gartenfeld                   |               | nach dem Graben, mit dem Erzbischof Ludolf um 1000 die mauerumwehrte Domfreiheit umgab |
| 313  | Graf-Reginar-Straße            | 54294 Trier       | Trier-Feyen/Weismark                     | 1976          | s. Reginhar (Lothringen) |
| 314  | Granastraße                    | 54294 Trier       | Trier-West/Pallien                       |               | General Grana, s. Schlacht an der Konzer Brücke |
| 315  | Gratianstraße                  | 54294 Trier       | Trier-Feyen/Weismark                     | 1955          | nach dem römischen Kaiser Gratian, der in Trier residierte |
| 316  | Graugasse                      | 54290 Trier       | Trier-Mitte/Gartenfeld                   |               | 1338 als „Crochgasse“, 1363 als „Crocgasse“ nachgewiesen |
| 931  | Gregor-von-Pfalzel-Straße      | 54293 Trier       | Trier-Pfalzel                            | 2005          | s. Gregor von Pfalzel |
| 317  | Greiffenklaustraße             | 54296 Trier       | Trier-Mariahof                           | 1961          | Richard v. Greiffenklau zu Vollraths, Kurfürst und Erzbischof von Trier |
| 318  | Greilerstraße                  | 54294 Trier       | Trier-Euren                              |               | dem Namen liegt wohl Gräuler(t) „einer der grault“ zugrunde |
| 319  | Grimmstraße                    | 54294 Trier       | Trier-Feyen/Weismark                     | 1954          | s. Brüder Grimm |
| 320  | Große Eulenpfütz               | 54290 Trier       | Trier-Mitte/Gartenfeld                   |               | nach einem früher an einem Haus dieser Straße abgebildeten Brunnen (puteus = Pütz) |
| 321  | Grothstraße                    | 54294 Trier       | Trier-Zewen                              |               | früherer Hohlweg, der von der älteren Generation noch Hohlgrotweg genannt wurde |
| 322  | Gruberweg                      | 54292/54296 Trier | Trier-Kürenz                             | 1958          | nach einer früher dort befindlichen Sand- oder Kiesgrube benannt |
| 975  | Gustave-Eiffel-Straße          | 54294 Trier       | Trier-Feyen/Weismark                     | 2013          | s. Gustave Eiffel |
| 324  | Gustav-Heinemann-Straße        | 54296 Trier       | Trier-Olewig/Trier-Tarforst              | 1977          | s. Gustav Heinemann |
| 325  | Gutenbergstraße                | 54294 Trier       | Trier-Zewen                              | 1969          | s. Johannes Gutenberg |
| 323  | Güterstraße                    | 54295 Trier       | Trier-Kürenz/Trier-Mitte/Gartenfeld      | 1892          | nach dem dort liegenden Güterbahnhof |
| 327  | Hafenstraße                    | 54293 Trier       | Trier-Ehrang/Quint/Pfalzel               | 1970          | am Trierer Hafen |
| 326  | Händelstraße                   | 54294 Trier       | Trier-Feyen/Weismark                     | 1954          | nach Georg Friedrich Händel, Komponist, Hochbarock |
| 328  | Hanns-Martin-Schleyer-Straße   | 54294 Trier       | Trier-Euren                              | 1993          | nach Hanns Martin Schleyer, Manager und Wirtschaftsfunktionär |
| 329  | Hans-Adamy-Straße              | 54293 Trier       | Trier-Pfalzel                            | 1977          | s. Hans Adamy |
| 330  | Hans-Böckler-Allee             | 54295 Trier       | Trier-Heiligkreuz                        | 1961          | s. Hans Böckler |
| 944  | Hans-Bohr-Straße               | 54294 Trier       | Trier-Euren                              | 2006          | nach Hans Bohr, Eurener Heimatforscher |
| 999  | Hans-Eiden-Platz               | 54292 Trier       | Trier-Nord                               | 2020          | s. Hans Eiden |
| 921  | Hans-Ferring-Straße            | 54294 Trier       | Trier-Euren                              | 2004          | nach Johann Bernhard Ferring, Ortsvorsteher von Euren |
| 947  | Hans-König-Straße              | 54296 Trier       | Trier-Tarforst                           | 2007          | nach Hans König, Beigeordneter, Bürgermeister und Stadtkämmerer der Stadt Trier |
| 331  | Hauptmarkt                     | 54290 Trier       | Trier-Mitte/Gartenfeld                   |               | Errichtung des Marktkreuzes im Jahre 958 |
| 332  | Hawstraße                      | 54290 Trier       | Trier-Süd                                |               | s. Wilhelm von Haw, Oberbürgermeister der Stadt Trier |
| 333  | Heidenberg                     | 54294 Trier       | Trier-Zewen                              |               | Flurname |
| 334  | Heiligkreuzer Straße           | 54295 Trier       | Trier-Süd/Trier-Heiligkreuz              | 1888          | s. Trier-Heiligkreuz |
| 335  | Heinestraße                    | 54293 Trier       | Trier-Ehrang/Quint                       | 1969          | s. Heinrich Heine |
| 337  | Heinrich-Brauns-Straße         | 54296 Trier       | Trier-Tarforst                           | 1977          | s. Heinrich Brauns |
| 338  | Heinrich-Kemper-Straße         | 54295 Trier       | Trier-Heiligkreuz                        | 1963          | s. Heinrich Kemper (Politiker, 1888) |
| 339  | Heinrich-Lübke-Straße          | 54296 Trier       | Trier-Tarforst                           | 1977          | s. Heinrich Lübke |
| 940  | Heinrich-Raskin-Straße         | 54296 Trier       | Trier-Kürenz                             | 2006          | s. Heinrich Raskin |
| 336  | Heinrich-Rumschöttel-Straße    | 54292 Trier       | Trier-Nord                               | 2000          | s. Franz Heinrich Rumschöttel, Begründer der Trierer Turnbewegung |
| 340  | Heinrich-Weitz-Straße          | 54295 Trier       | Trier-Heiligkreuz                        | 1963          | s. Heinrich Weitz |
| 341  | Heinz-Tietjen-Weg              | 54290 Trier       | Trier-Mitte/Gartenfeld                   | 1973          | nach Heinz Tietjen, Regisseur, Dirigent und Intendant |
| 342  | Helenenstraße                  | 54295 Trier       | Trier-Mitte/Gartenfeld                   |               | s. Helena (Mutter Konstantins des Großen) |
| 343  | Henneystraße                   | 54293 Trier       | Trier-Biewer                             |               | nach Hermann Henney, Direktor des städtischen Elektrizitätswerkes |
| 344  | Hermeskeiler Straße            | 54292 Trier       | Trier-Ruwer/Eitelsbach                   |               | nach der Stadt Hermeskeil/Hochwald |
| 345  | Hermesstraße                   | 54295 Trier       | Trier-Mitte/Gartenfeld                   | 1894          | nach Johann Peter Job Hermes, Trierer Sammler |
| 346  | Herresthal                     | 54294 Trier       | Trier-Euren                              |               | Ortsteil von Euren |
| 347  | Herresthaler Straße            | 54294 Trier       | Trier-Euren                              |               | die Straße führt von Euren nach Herresthal |
| 348  | Herrmannstraße                 | 54294 Trier       | Trier-Euren                              |               | nach Johann Hermann, Lehrer in Euren, Ortsvorsteher |
| 349  | Herzogenbuscher Straße         | 54292 Trier       | Trier-Nord                               | 1969          | vorheriger Name: Ruwerer Straße |
| 350  | Hettnerstraße                  | 54295 Trier       | Trier-Mitte/Gartenfeld                   | 1923          | s. Felix Hettner, Archäologe |
| 351  | Hieronymus-Jaegen-Straße       | 54290 Trier       | Trier-Mitte/Gartenfeld                   | 2001          | s. Hieronymus Jaegen |
| 352  | Hillinstraße                   | 54296 Trier       | Trier-Mariahof                           | 1961          | Hillin von Falmagne, Erzbischof von Trier |
| 354  | Hinter dem Dom                 | 54290 Trier       | Trier-Mitte/Gartenfeld                   | 1862          | an der Rückseite des Trierer Domes |
| 355  | Hinter dem Zollamt             | 54290 Trier       | Trier-Mitte/Gartenfeld                   | 1862          | hinter dem dortigen Zollamt |
| 356  | Hinter der Burg                | 54296 Trier       | Trier-Irsch                              |               | bei der Irscher Burg |
| 357  | Hinter Schlax                  | 54293 Trier       | Trier-Ehrang/Quint                       |               | Flurname |
| 358  | Hintere Heide                  | 54293 Trier       | Trier-Ehrang/Quint                       |               | Flurname |
| 359  | Hinterm Tor                    | 54293 Trier       | Trier-Ehrang/Quint                       |               | hinter dem früheren Niedertor |
| 360  | Hochstraße                     | 54293 Trier       | Trier-Ehrang/Quint                       |               | Lage am Hang des Taubenberges |
| 361  | Hochwaldstraße                 | 54292 Trier       | Trier-Nord                               | 1951          | nach dem südwestlichen Teil des Hunsrücks, s. Hochwald |
| 362  | Hockweilerstraße               | 54296 Trier       | Trier-Irsch                              | 1969          | nach dem Dorf Hockweiler |
| 363  | Hofberg                        | 54296 Trier       | Trier-Tarforst                           | 1979          | nach der dortigen Weinbergslage |
| 364  | Hofweg                         | 54293 Trier       | Trier-Biewer                             |               | die Herkunft des Namens konnte nicht geklärt werden |
| 365  | Hohensteinstraße               | 54294 Trier       | Trier-West/Pallien                       | 1923          | nach Carl Caspar von Hohenstein, gebürtiger Trierer und österreichischer Offizier |
| 366  | Hohenzollernstraße             | 54290 Trier       | Trier-Süd                                | 1901          | nach der Hohenzollern-Dynastie |
| 367  | Hohlstraße                     | 54294 Trier       | Trier-Zewen                              |               | 1778 als Hollgaß nachgewiesen |
| 368  | Holbeinstraße                  | 54294 Trier       | Trier-West/Pallien                       | 1969          | s. Hans Holbein der Jüngere, Maler |
| 369  | Holunderweg                    | 54296 Trier       | Trier-Irsch                              | 1985          | nach den Holundergewächsen |
| 370  | Hommerstraße                   | 54290 Trier       | Trier-Süd                                |               | s. Joseph von Hommer, Bischof von Trier |
| 371  | Hontheimstraße                 | 54294 Trier       | Trier-Euren                              | 1955          | s. Johann Nikolaus von Hontheim, Trierer Weihbischof, Historiker |
| 372  | Hornstraße                     | 54294 Trier       | Trier-West/Pallien                       | 1892          | nach Heinrich Wilhelm v. Horn, Heerführer |
| 373  | Hosenstraße                    | 54290 Trier       | Trier-Mitte/Gartenfeld                   |               | wohl nach den Strumpfwirkern benannt, die hier ihre Ware feilhielten |
| 374  | Hubert-Neuerburg-Straße        | 54290 Trier       | Trier-Süd                                | 1932          | nach Hubert Neuerburg, Begründer der Zigarettenfabrik Neuerburg |
| 375  | Hülterweg                      | 54295 Trier       | Trier-Kürenz                             |               | der Name ist nicht mit Sicherheit deutbar, evtl. nach einem Familiennamen |
| 376  | Humboldtstraße                 | 54292 Trier       | Trier-Ruwer/Eitelsbach                   | 1969          | nach Wilhelm von Humboldt, Gelehrter und Staatsmann |
| 377  | Hunsrückstraße                 | 54295/54296 Trier | Trier-Olewig/Trier-Irsch                 | 1969          | nach dem Hunsrück, dem südlichen Teil des Rhein. Schiefergebirges |
| 378  | Husarengäßchen                 | 54296 Trier       | Trier-Irsch                              | 1971          | s. Husaren |
| 379  | Im Adel                        | 54295 Trier       | Trier-Olewig                             |               | Flurname |
| 380  | Im Alten Garten                | 54296 Trier       | Trier-Tarforst                           |               | historischer Flurname |
| 381  | Im Avelertal                   | 54295/54296 Trier | Trier-Kürenz                             |               | s. Aveler Bach |
| 382  | Im Bautel                      | 54296 Trier       | Trier-Filsch                             |               | Flurname |
| 383  | Im Biest                       | 54294 Trier       | Trier-Zewen                              | 1969          | Flurname |
| 384  | Im Bungert                     | 54293 Trier       | Trier-Pfalzel                            |               | Bungert, moselfränkischer Ausdruck für Baumgarten |
| 385  | Im Dechantsgarten              | 54293 Trier       | Trier-Biewer                             |               | Bezug zum Stiftsdechanten von Pfalzel |
| 386  | Im Dreier                      | 54293 Trier       | Trier-Ehrang/Quint                       | 1983          | Flurbezeichnung |
| 387  | Im Eulengarten                 | 54295 Trier       | Trier-Kürenz                             | 1969          | vorheriger Name: Zum Schloßpark |
| 388  | Im Falschen Biewertal          | 54293 Trier       | Trier-Biewer                             |               | ortsübliche Bezeichnung dieses Tales im Gegensatz zum Biewertal, durch das der Biewerbach fließt |
| 389  | Im Flürchen                    | 54293 Trier       | Trier-Pfalzel                            |               | Verkleinerungsform von Flur |
| 948  | Im Freschfeld                  | 54296 Trier       | Trier-Tarforst                           | 2007          | Flurname |
| 390  | Im Gärtchen                    | 54296 Trier       | Trier-Irsch                              |               | Verkleinerungsform von Garten |
| 391  | Im Geimersfeld                 | 54294 Trier       | Trier-Euren                              | 1952          | „Geimer“ bedeutet sumpfiger Wald oder nasse Weide |
| 392  | Im Geisberg                    | 54295 Trier       | Trier-Olewig                             |               | ehem. Weideplatz für Geißen (Ziegen) am Bergabhang |
| 393  | Im Griffenborn                 | 54294 Trier       | Trier-Feyen/Weismark                     |               | Bezug zu Johannes gen. Von dem Griffen |
| 394  | Im Großen Garten               | 54296 Trier       | Trier-Filsch                             |               | Flurname |
| 395  | Im Hofacker                    | 54294 Trier       | Trier-Feyen/Weismark                     | 1942          | Flurname, das zu einem Herrenhof gehörige Ackerland |
| 396  | Im Hofbungert                  | 54296 Trier       | Trier-Filsch                             |               | Bungert, moselfränkischer Ausdruck für Baumgarten |
| 397  | Im Holzgarten                  | 54296 Trier       | Trier-Kernscheid                         | 1969          | vorheriger Name: Brunnenweg |
| 398  | Im Hopfengarten                | 54295 Trier       | Trier-Heiligkreuz                        | 1982          | bei der ehem. Brauerei Caspary |
| 399  | Im Hospitalsfeld               | 54294 Trier       | Trier-West/Pallien                       |               | beim früheren Bürgerhospital St. Jakob |
| 400  | Im Karrenbachtal               | 54293 Trier       | Trier-Ehrang/Quint                       | 1980          | vorher Teil der Friedhofstraße |
| 401  | Im Kirschengarten              | 54294 Trier       | Trier-Zewen                              |               | von einem Garten von Kirschbäumen |
| 402  | Im Linkenbachtal               | 54293 Trier       | Trier-Ehrang/Quint                       | 1980          | vorher Teil der Friedhofstraße |
| 403  | Im Litzelholz                  | 54293 Trier       | Trier-Biewer                             | 1958          | litzel, lützel = klein, niedrig, Lützelholz ist also niedriger Wald |
| 404  | Im Maierhald                   | 54294 Trier       | Trier-Zewen                              |               | Flurname |
| 405  | Im Naus                        | 54296 Trier       | Trier-Olewig                             |               | Flurname |
| 406  | Im Nonnenfeld                  | 54290 Trier       | Trier-Süd                                |               | Gelände gehörte früher dem Zisterzienser-Nonnenkloster St. Anna in Löwenbrücken |
| 407  | Im Paulinsgarten               | 54292 Trier       | Trier-Ruwer/Eitelsbach                   | 1969          | s. Amt St. Paulin |
| 408  | Im Pflanzgarten                | 54293 Trier       | Trier-Ehrang/Quint                       | 1969          | nach einem Pflanzgarten der Försterei |
| 922  | Im Pi-Park                     | 54294 Trier       | Trier-Euren                              | 2004          | nach dem Konversionsgelände „Pionierpark“ der frz. Armee |
| 409  | Im Pleil                       | 54293 Trier       | Trier-Pfalzel                            |               | Flurname |
| 410  | Im Reutersfeld                 | 54294 Trier       | Trier-Feyen/Weismark                     | 1932          | nach dem vieldeutigen Familiennamen Reuter |
| 411  | Im Reutersweg                  | 54293 Trier       | Trier-Ehrang/Quint                       | 1969          | nach dem vieldeutigen Familiennamen Reuter |
| 412  | Im Sabel                       | 54294 Trier       | Trier-West/Pallien                       | 1969          | Flurname |
| 413  | Im Sarkberg                    | 54296 Trier       | Trier-Tarforst                           | 1971          | Sark, Särk, Sarg bedeutet Trog, Steinbehälter, Viehtränke auf der Weide |
| 414  | Im Schammat                    | 54294 Trier       | Trier-Süd                                |               | Flurname |
| 415  | Im Schankenbungert             | 54294 Trier       | Trier-West/Pallien                       | 1933          | Flurname |
| 416  | Im Siebenborn                  | 54294 Trier       | Trier-Zewen                              | 1970          | Flurname |
| 417  | Im Sonnenschein                | 54292 Trier       | Trier-Nord                               | 1928          | seit 1749 als Flurname nachgewiesen |
| 418  | Im Speyer                      | 54294 Trier       | Trier-West/Pallien/Trier-Euren           |               | nach einem Hofgut zwischen Trier-West und Euren |
| 969  | Im Spieß                       | 54296 Trier       | Trier-Filsch                             | 2012          | Flurname |
| 419  | Im Spilles                     | 54294 Trier       | Trier-Euren                              |               | Spieles (nach Grimms Wörterbuch) ländliche Ratshäuser, die Spielhäuser genannt wurden |
| 420  | Im Tiergarten                  | 54295 Trier       | Trier-Olewig                             |               | Flurname |
| 421  | Im Treff                       | 54296 Trier       | Trier-Tarforst                           | 1979          | der Begriff hat verschiedene Deutungsmöglichkeiten |
| 422  | Im Vogelsberg                  | 54292 Trier       | Trier-Ruwer/Eitelsbach                   | 1990          | Flurname |
| 423  | Im Waldtal                     | 54294 Trier       | Trier-Euren                              | 1969          | Lagebezeichnung |
| 424  | Im Wangertsfeld                | 54294 Trier       | Trier-Zewen                              | 1969          | Flurname, von Wingert = Weinberg |
| 425  | Im Wiesengrund                 | 54296 Trier       | Trier-Tarforst                           |               | historischer Flurname |
| 426  | Im Wolfsgalgen                 | 54294 Trier       | Trier-Zewen                              |               | 1393 als Woilffsgalge nachgewiesen |
| 427  | In den Moselauen               | 54294 Trier       | Trier-Euren                              | 1993          | an der Mosel |
| 429  | In den Särken                  | 54294 Trier       | Trier-Euren                              | 1997          | Särke = Tränken |
| 430  | In der Acht                    | 54294 Trier       | Trier-Zewen                              |               | Flurname |
| 431  | In der Hiel                    | 54292 Trier       | Trier-Ruwer/Eitelsbach                   |               | evtl. von Hühl = Vertiefung, Hohlweg |
| 432  | In der Olk                     | 54290 Trier       | Trier-Mitte/Gartenfeld                   |               | Bezeichnung für ehem. Weinberg |
| 433  | In der Pforte                  | 54296 Trier       | Trier-Tarforst                           | 1979          | bei dem ehem. Dorf Matten |
| 434  | In der Reichsabtei             | 54292 Trier       | Trier-Nord                               | 1959          | s. Reichsabtei St. Maximin |
| 435  | In der Schard                  | 54294 Trier       | Trier-Zewen                              | 1987          | Flurname |
| 436  | In der Trift                   | 54293 Trier       | Trier-Biewer                             | 1954          | Trift, abgeleitet von Trieb = Viehtrieb |
| 929  | Industriestraße                | 54293 Trier       | Trier-Pfalzel                            | 2005          | Bezug zum Gewerbegebiet |
| 437  | Irminenfreihof                 | 54290 Trier       | Trier-Mitte/Gartenfeld                   |               | Platz vor der ehemaligen Abtei St. Irminen |
| 439  | Irscher Hof                    | 54296 Trier       | Trier-Irsch                              |               | vorheriger Name: Bergstraße |
| 440  | Irscher Straße                 | 54296 Trier       | Trier-Irsch                              | 1969          | Irsch 975 als Erche nachgewiesen |
| 438  | Irscher Berg                   | 54296 Trier       | Trier-Irsch                              | 1969          | vorheriger Name: Trierer Straße |
| 441  | Jägerstraße                    | 54294 Trier       | Trier-West/Pallien                       | 1921          | nach dem früher dort liegenden Trierer Jäger-Regiment |
| 442  | Jahnstraße                     | 54294 Trier       | Trier-West/Pallien/Trier-Euren           | 1952          | nach Friedrich Ludwig Jahn, „Turnvater“ |
| 443  | Jakob-Kneip-Straße             | 54296 Trier       | Trier-Kernscheid                         | 1971          | s. Jakob Kneip |
| 914  | Jakob-Schwarzkopf-Straße       | 54296 Trier       | Trier-Kürenz                             | 2003          | s. Jakob Schwarzkopf |
| 444  | Jakobsspitälchen               | 54290 Trier       | Trier-Mitte/Gartenfeld                   |               | nach dem ehemaligen Trierer Bürgerhospital St. Jakob |
| 445  | Jakobstraße                    | 54290 Trier       | Trier-Mitte/Gartenfeld                   |               | nach einem Trierer Schöffen |
| 446  | Januarius-Zick-Straße          | 54296 Trier       | Trier-Tarforst                           | 1981          | s. Januarius Zick |
| 920  | Jean-Paul-Sartre-Promenade     | 54296 Trier       | Trier-Kürenz                             | 2003          | s. Jean Paul Sartre |
| 951  | Jenny-Marx-Straße              | 54296 Trier       | Trier-Kürenz                             | 2008          | s. Jenny Marx |
| 447  | Jesuitenstraße                 | 54290 Trier       | Trier-Mitte/Gartenfeld                   |               | nach einem Jesuitenkolleg und der „Jesuitenkirche“ genannten Dreifaltigkeitskirche |
| 448  | Johann-Eck-Straße              | 54296 Trier       | Trier-Tarforst                           | 2000          | s. Johann Eck |
| 449  | Johann-Enen-Straße             | 54296 Trier       | Trier-Tarforst                           | 2000          | nach Johann Enen, Domprediger und Professor an der alten Trierer Universität |
| 452  | Johannes-Kerscht-Straße        | 54293 Trier       | Trier-Biewer                             | 1958          | nach Johannes Kerscht, Laienbruder im Trierer Jesuitenkolleg, Bäcker im Priesterseminar |
| 453  | Johannes-Zenz-Straße           | 54292 Trier       | Trier-Nord                               | 2000          | nach Johannes Zenz, Seelsorger in der Pfarrei St. Ambrosius |
| 454  | Johannisstraße                 | 54290 Trier       | Trier-Mitte/Gartenfeld                   |               | nach der neben dem alten Toreingang zum Mutterhaus befindlichen Kapelle |
| 455  | Johanniterufer                 | 54290 Trier       | Trier-Mitte/Gartenfeld                   |               | nach der ehem. Komturei des Johanniterordens |
| 930  | Johann-Philipp-Reis-Straße     | 54293 Trier       | Trier-Pfalzel                            | 2005          | s. Johann Philipp Reis |
| 450  | Johann-Philipp-Straße          | 54290 Trier       | Trier-Mitte/Gartenfeld                   | 1954          | s. Johann IX. Philipp von Walderdorff |
| 932  | Johann-von-Metzenhausen-Straße | 54293 Trier       | Trier-Pfalzel                            | 2005          | s. Johann III. von Metzenhausen, Kurfürst und Erzbischof von Trier |
| 451  | Johann-Wagner-Straße           | 54293 Trier       | Trier-Pfalzel                            | 2005          | nach Johann Wagner, in Pfalzel geboren |
| 941  | Josef-Harnisch-Straße          | 54296 Trier       | Trier-Kürenz                             | 2006          | s. Josef Harnisch |
| 456  | Josef-Matthäus-Velter-Straße   | 54293 Trier       | Trier-Ehrang/Quint                       |               | nach Josef Matthäus Velter, Schriftsteller |
| 457  | Joseph-Haydn-Straße            | 54294 Trier       | Trier-Feyen/Weismark                     | 1969          | s. Joseph Haydn |
| 459  | Jüdemerstraße                  | 54290 Trier       | Trier-Mitte/Gartenfeld                   |               | nach einer Judenmauer |
| 458  | Judengasse                     | 54290 Trier       | Trier-Mitte/Gartenfeld                   | 1936          | Rest der mittelalterlichen Judenansiedlung |
| 460  | Juffernberg                    | 54295 Trier       | Trier-Olewig                             | 1958          | frühere Weinbergsanlage, gehörte dem Trierer Klarissenkloster |
| 461  | Jupp-Seiler-Weg                | 54293 Trier       | Trier-West/Pallien                       | 1943          | Jupp Seiler, Trierer Schiffer und Fährmann von St. Marien |
| 462  | Justizstraße                   | 54290 Trier       | Trier-Mitte/Gartenfeld                   | 1973          | nach dem anliegenden Landgericht |
| 463  | Kaiser-Augustus-Straße         | 54296 Trier       | Trier-Mariahof                           | 1961          | s. Kaiser Augustus |
| 466  | Kaiserstraße                   | 54290 Trier       | Trier-Mitte/Gartenfeld                   | 1878          | nach der am Ende der Straße am Moselufer auf hohem Pfeiler stehenden Figur des Kaisers Konstantin |
| 464  | Kaiser-Wilhelm-Brücke          | 54290 Trier       | Trier-Mitte/Gartenfeld                   | 1913          | nach Kaiser Wilhelm II. |
| 467  | Kalenfelsstraße                | 54290 Trier       | Trier-Mitte/Gartenfeld                   |               | beim ehem. Hof „Zum kalten Fels“ |
| 468  | Kantstraße                     | 54294 Trier       | Trier-Zewen                              | 1969          | nach Immanuel Kant, Philosoph |
| 469  | Kanzelstraße                   | 54294 Trier       | Trier-Zewen                              |               | nach der Zewener Kanzel mit Blick auf das Moseltal |
| 470  | Kapellenstraße                 | 54293 Trier       | Trier-Ehrang/Quint                       |               | nach einer von der Ehranger Küferzunft errichteten Kapelle |
| 471  | Kapuzinergasse                 | 54290 Trier       | Trier-Mitte/Gartenfeld                   | 1958          | nach dem ehem. Kapuzinerkloster |
| 472  | Karelstraße                    | 54294 Trier       | Trier-Euren                              |               | ältester Straßenname Eurens, der bereits 1298 als „Karrile“ bezeugt ist |
| 473  | Karl-Benz-Straße               | 54292 Trier       | Trier-Nord                               | 1961          | s. Karl Benz |
| 994  | Karl-Berg-Straße               | 54293 Trier       | Trier-Ehrang/Quint                       | 2016          | nach Karl Berg, Professor der Musik |
| 474  | Karl-Carstens-Straße           | 54296 Trier       | Trier-Tarforst/Trier-Filsch              | 2000          | s. Karl Carstens |
| 475  | Karl-Grün-Straße               | 54292 Trier       | Trier-Nord                               | 1951          | s. Karl Grün (Journalist), Schriftsteller, Publizist und Politiker |
| 476  | Karl-Marx-Straße               | 54290 Trier       | Trier-Mitte/Gartenfeld                   | 1947          | nach Karl Marx benannt |
| 477  | Karlsweg                       | 54295 Trier       | Trier-Heiligkreuz                        |               | Wegbahn wohl identisch mit der Römerstraße über den Hochwald |
| 478  | Karolingerstraße               | 54293 Trier       | Trier-Pfalzel                            | 1969          | Karolinger, Fränkisches Herrschergeschlecht |
| 479  | Karthäuser Hof                 | 54292 Trier       | Trier-Ruwer/Eitelsbach                   |               | erbaut von dem ehemaligen Trierer Kartäuserkloster |
| 480  | Karthäuser Straße              | 54290 Trier       | Trier-Süd                                | 1888          | nach dem ehem. Kartäuserkloster |
| 481  | Kaseler Weg                    | 54296 Trier       | Trier-Filsch                             | 1969          | nach dem benachbarten Dorf Kasel im Ruwertal |
| 482  | Katharinenufer                 | 54290 Trier       | Trier-Mitte/Gartenfeld                   | 1883          | vorheriger Name: Moselquai und Katharinenquai |
| 483  | Katherweg                      | 54294 Trier       | Trier-Euren                              |               | 1520 „im Katter beim St. Helenenborn“ |
| 484  | Kenner Wasserwerk              | 54292 Trier       | Trier-Ruwer/Eitelsbach                   |               | auf dem Kenner Flur |
| 485  | Kenner Weg                     | 54292 Trier       | Trier-Ruwer/Eitelsbach                   |               | in Richtung der Gemeinde Kenn |
| 486  | Kentenichstraße                | 54290 Trier       | Trier-Süd                                | 1954          | s. Josef Kentenich |
| 487  | Kernscheider Höhenweg          | 54296 Trier       | Trier-Olewig/Trier-Kernscheid            | 1969          | evtl. abgeleitet von carinetum = Hagebuttenwald |
| 488  | Kestenberg                     | 54293 Trier       | Trier-West/Pallien                       |               | benannt nach Kastanienbäumen, „Kesten“ |
| 489  | Kestenweg                      | 54293 Trier       | Trier-Ehrang/Quint                       |               | benannt nach Kastanienbäumen, „Kesten“ |
| 490  | Kettelerstraße                 | 54295 Trier       | Trier-Olewig                             | 1958          | s. Wilhelm Emmanuel von Ketteler, Bischof von Mainz |
| 491  | Kettenstraße                   | 54294 Trier       | Trier-Zewen                              |               | Flurname |
| 492  | Keuneweg                       | 54295 Trier       | Trier-Kürenz                             | 1959          | nach Johann Baptist Keune, Trierer Altertums- und Geschichtsforscher |
| 493  | Kiefernweg                     | 54293 Trier       | Trier-Ehrang/Quint                       | 1969          | nach den Kieferngewächsen |
| 494  | Kirchenbungert                 | 54292 Trier       | Trier-Ruwer/Eitelsbach                   |               | Bungert = moselfänkischer Ausdruck für Baumgarten |
| 495  | Kirchenflürchen                | 54292 Trier       | Trier-Ruwer/Eitelsbach                   |               | eine kleine Flur mit Kirschen oder eine Flur, die der Kirche gehörte |
| 496  | Kirchenstraße                  | 54294 Trier       | Trier-Zewen                              |               | bei der alten Kirche liegend |
| 497  | Kirchplatz                     | 54293 Trier       | Trier-Pfalzel                            |               | bei der Kirche |
| 498  | Kirschengrabenstraße           | 54293 Trier       | Trier-Ehrang/Quint                       |               | Garten/Graben von Kirschbäumen |
| 500  | Klausenerstraße                | 54296 Trier       | Trier-Mariahof                           | 1961          | s. Klausen (Eifel) |
| 957  | Klaus-Kordel-Straße            | 54296 Trier       | Trier-Kürenz                             | 2008          | Klaus Kordel, Porträtmaler und Pianist |
| 499  | Klaus-Lohmann-Straße           | 54295 Trier       | Trier-Heiligkreuz                        | 2002          | Lohmann, Pfarrer |
| 501  | Kleeburger Weg                 | 54296 Trier       | Trier-Olewig/Trier-Tarforst              |               | 1518 „Kleberg“ genannt, Flurname |
| 502  | Kleine Eulenpfütz              | 54290 Trier       | Trier-Mitte/Gartenfeld                   |               | s. Große Eulenpfütz |
| 503  | Kleiststraße                   | 54294 Trier       | Trier-Feyen/Weismark                     | 1954          | s. Heinrich von Kleist |
| 504  | Klemensstraße                  | 54292 Trier       | Trier-Ruwer/Eitelsbach                   |               | nach dem Patron der Ruwerer Pfarrkirche |
| 505  | Kloschinskystraße              | 54292 Trier       | Trier-Nord                               | 1911          | nach Friedrich von Kloschinsky, Pfarrer |
| 506  | Klosterstraße                  | 54293 Trier       | Trier-Pfalzel                            |               | nach dem früheren Benediktinerkloster |
| 507  | Kobenbach                      | 54296 Trier       | Trier-Feyen/Weismark                     |               | moselfränkisch Kob = Krähe |
| 508  | Koblenzer Straße               | 54293 Trier       | Trier-Ehrang/Quint                       |               | nach der Stadt Koblenz |
| 509  | Kobusweg                       | 54295 Trier       | Trier-Kürenz                             | 1900          | Kobus: eine Kurzform von Jakobus |
| 510  | Kochstraße                     | 54290 Trier       | Trier-Mitte/Gartenfeld                   |               | nach dem Reichsbankpräsidenten Richard Eduard Koch |
| 511  | Kockelsberg                    | 54293 Trier       | Trier-West/Pallien                       |               | im 12. Jahrhundert nachgewiesen |
| 512  | Kockelsberger Weg              | 54293 Trier       | Trier-West/Pallien                       |               | Weg zum Kockelsberg |
| 514  | Kohlenstraße                   | 54296 Trier       | Trier-Kürenz/Tarforst/Filsch             |               | früherer Weg für die Holzkohle aus dem Hochwald |
| 513  | Kölner Straße                  | 54294 Trier       | Trier-West/Pallien                       |               | nach der Stadt Köln am Rhein |
| 515  | Kolonnenweg                    | 54296 Trier       | Trier-Kürenz                             |               | Weg zum Grüneberg, Militärgelände |
| 516  | Konrad-Adenauer-Brücke         | 54294 Trier       | Trier-Euren                              | 1972          | nach Konrad Adenauer |
| 517  | Konstantinplatz                | 54290 Trier       | Trier-Mitte/Gartenfeld                   | 1862          | s. Kaiser Konstantin |
| 518  | Konstantinstraße               | 54290 Trier       | Trier-Mitte/Gartenfeld                   | 1958          | s. Kaiser Konstantin |
| 519  | Konzer Straße                  | 54294 Trier       | Trier-Süd                                | 1966          | nach der Nachbarstadt Konz |
| 520  | Kordelstraße                   | 54294 Trier       | Trier-Zewen                              |               | von Karrenweg abzuleiten |
| 521  | Korlinger Weg                  | 54296 Trier       | Trier-Irsch                              |               | zum Nachbarort Korlingen |
| 522  | Kornmarkt                      | 54290 Trier       | Trier-Mitte/Gartenfeld                   |               | Getreidemarkt der Stadt im 18. und 19. Jahrhundert |
| 523  | Korumstraße                    | 54294 Trier       | Trier-Feyen/Weismark                     | 1954          | nach Michael Felix Korum, Bischof von Trier |
| 524  | Krahnenstraße                  | 54290 Trier       | Trier-Mitte/Gartenfeld                   |               | nach dem alten Kran (erbaut 1413) |
| 525  | Krahnenufer                    | 54290 Trier       | Trier-Mitte/Gartenfeld                   |               | nach dem alten Kran (erbaut 1413) |
| 526  | Krausstraße                    | 54290 Trier       | Trier-Süd                                | 1923          | nach Franz Xaver Kraus, Kunst- und Kirchenhistoriker |
| 527  | Kreuzflur                      | 54296 Trier       | Trier-Tarforst                           | 1979          | Acker, auf dem sich ein Kreuz befand |
| 528  | Kreuzweg                       | 54295 Trier       | Trier-Mitte/Gartenfeld/Kürenz            |               | Kreuzweg zum Petrisberg |
| 529  | Kronprinzenstraße              | 54295 Trier       | Trier-Mitte/Gartenfeld                   | 1900          | nach Kronprinz Wilhelm, dem Sohn Kaiser Wilhelms II. |
| 531  | Kuhnenstraße                   | 54290 Trier       | Trier-Mitte/Gartenfeld                   |               | nach einem Trierer Bürger Cuno |
| 917  | Kuno-Stapel-Straße             | 54296 Trier       | Trier-Kürenz                             | 2003          | Kuno Stapel vermachte dem städt. Museum Simeonstift bedeutende Kunstwerke |
| 530  | Kürenzer Straße                | 54292 Trier       | Trier-Nord/Kürenz                        | 1964/65       | früherer Name: Holzstraße |
| 533  | Kurfürstenstraße               | 54295 Trier       | Trier-Mitte/Gartenfeld                   |               | s. Kurfürstentum Trier |
| 534  | Kutzbachstraße                 | 54290 Trier       | Trier-Mitte/Gartenfeld                   | 1943          | benannt nach Friedrich Kutzbach; der untere (zum Pferdemarkt hin gelegene) Teil der Kutzbachstraße hieß über Jahrhunderte Henkersgässchen                                                             |
| 535  | Kyllstraße                     | 54293 Trier       | Trier-Ehrang/Quint                       | 1969          | s. Kyll, Fluss zur Mosel |
| 536  | Kyllwehr                       | 54293 Trier       | Trier-Ehrang/Quint                       |               | an der Kyll |
| 537  | Kyrianderstraße                | 54294 Trier       | Trier-Feyen/Weismark                     | 1969          | nach Wilhelm Kyriander, Stadtsyndikus |
| 538  | Laacher Weg                    | 54293 Trier       | Trier-Ehrang/Quint                       |               | Flurname |
| 540  | Lahnstraße                     | 54296 Trier       | Trier-Filsch                             | 1970          | s. Lahn, Fluss zum Rhein |
| 962  | Lamartinestraße                | 54294 Trier       | Trier-Feyen/Weismark                     | 2009          | s. Alphonse de Lamartine |
| 541  | Lambertistraße                 | 54294 Trier       | Trier-Euren                              | 1913          | nach dem Trierer Bauunternehmer Bernhard Lamberti |
| 542  | Langflur                       | 54296 Trier       | Trier-Tarforst                           | 1989          | Flurname |
| 543  | Langstraße                     | 54290 Trier       | Trier-Mitte/Gartenfeld                   |               | nach ihrer langgezogenen Gestalt |
| 934  | Langwies                       | 54296 Trier       | Trier-Irsch                              | 2005          | Flurname |
| 539  | Lärchenweg                     | 54296 Trier       | Trier-Irsch                              | 2002          | nach den Lärchenbäumen |
| 544  | Lasinskystraße                 | 54296 Trier       | Trier-Mariahof                           | 1961          | s. August Gustav Lasinsky, Maler und Zeichner |
| 971  | Latomusstraße                  | 54296 Trier       | Trier-Filsch                             | 2012          | Bartholomäus Latomus, Vertreter des Humanismus an der alten Universität in Trier |
| 545  | Laurentius-Zeller-Straße       | 54294 Trier       | Trier-Feyen/Weismark                     | 1976          | s. Laurentius Zeller |
| 546  | Lavenstraße                    | 54290 Trier       | Trier-Süd                                | 1923          | nach Philipp Laven, Dichter |
| 547  | Layweg                         | 54293 Trier       | Trier-Ehrang/Quint                       |               | mittelhochdeutsch Leie = Fels, Schieferstein |
| 548  | Leanderstraße                  | 54295 Trier       | Trier-Kürenz                             |               | Leander und Palmatius wurden vom römischen Statthalter Rictiovarus hingerichtet |
| 549  | Lenus-Mars-Straße              | 54294 Trier       | Trier-Euren                              | 1969          | nach dem römischen Lenus-Mars-Tempel |
| 550  | Leoplatz                       | 54290 Trier       | Trier-Süd                                | 1906          | nach Leo IX., Papst |
| 551  | Leostraße                      | 54290 Trier       | Trier-Süd                                | 1906          | nach Leo IX., Papst |
| 552  | Lessingstraße                  | 54294 Trier       | Trier-Zewen                              | 1969          | nach Gotthold Ephraim Lessing |
| 553  | Levelingstraße                 | 54293 Trier       | Trier-Biewer                             | 1969          | s. Heinrich Palmaz von Leveling |
| 555  | Liebfrauenstraße               | 54290 Trier       | Trier-Mitte/Gartenfeld                   |               | nach der Liebfrauenkirche |
| 556  | Lindenplatz                    | 54293 Trier       | Trier-Ehrang/Quint                       |               | nach den Lindengewächsen |
| 557  | Lindenstraße                   | 54292 Trier       | Trier-Mitte/Gartenfeld/Trier-Nord        |               | nach einer Lindenallee |
| 558  | Lindscheidstraße               | 54294 Trier       | Trier-Zewen                              |               | nach einem Flurnamen |
| 559  | Lintzstraße                    | 54290 Trier       | Trier-Süd                                | 1952          | nach Louis Lintz, Trierer Ingenieur |
| 560  | Loebstraße                     | 54292 Trier       | Trier-Nord                               | 1958          | Siegmund Loeb (1859 – 1950), Trierer Weinhändler |
| 981  | Löllberg                       | 54296 Trier       | Trier-Feyen/Weismark                     |               | nach dem gleichnamigen Berg, siehe auch Kobenbach |
| 562  | Longkampstraße                 | 54292 Trier       | Trier-Ruwer/Eitelsbach                   |               | abzuleiten vom lat. „longus campus“ = langes Feld |
| 563  | Lorenz-Kellner-Straße          | 54290 Trier       | Trier-Mitte/Gartenfeld                   |               | s. Lorenz Kellner |
| 564  | Lothringer Straße              | 54295 Trier       | Trier-Heiligkreuz                        | 1951          | s. Lothringen |
| 565  | Louis-Pasteur-Straße           | 54296 Trier       | Trier-Kürenz                             | 1961          | s. Louis Pasteur |
| 561  | Löwenbrückener Straße          | 54290 Trier       | Trier-Süd                                | 1888          | nach dem früheren Vorort Löwenbrücken |
| 566  | Ludolfstraße                   | 54290 Trier       | Trier-Süd                                | 1969          | s. Ludolf von Trier, Erzbischof |
| 946  | Ludwig-Erhard-Ring             | 54296 Trier       | Trier-Tarforst/Trier-Filsch              | 2007          | s. Ludwig Erhard |
| 567  | Ludwig-Simon-Straße            | 54295 Trier       | Trier-Heiligkreuz                        | 1958          | s. Ludwig Simon |
| 568  | Ludwig-Steinbach-Straße        | 54294 Trier       | Trier-Euren                              | 1962          | Ludwig Steinbach (1893 – 1944), Heimatschriftsteller |
| 569  | Ludwig-Uhland-Straße           | 54293 Trier       | Trier-Pfalzel                            |               | s. Ludwig Uhland |
| 570  | Ludwig-Weinspach-Weg           | 54296 Trier       | Trier-Tarforst                           | 1992          | Ludwig Weinspach (1931–1991), Leitender Baudirektor |
| 571  | Luxemburger Straße             | 54294 Trier       | Trier-West/Pallien/Euren                 |               | |
| 572  | Luzienstraße                   | 54296 Trier       | Trier-Filsch                             |               | nach der Patronin der katholischen Kapelle |
| 573  | Maarstraße                     | 54292 Trier       | Trier-Nord                               | 1888          | 1299 als „trans ripam in mar“ nachgewiesen |
| 575  | Magnerichstraße                | 54294 Trier       | Trier-West/Pallien                       |               | s. Magnerich von Trier, Bischof |
| 576  | Mainstraße                     | 54296 Trier       | Trier-Filsch                             | 1969          | s. Main |
| 916  | Maler-Heß-Straße               | 54296 Trier       | Trier-Kürenz                             | 2004          | s. Reinhard Heß (Maler) |
| 577  | Margaretengäßchen              | 54290 Trier       | Trier-Mitte/Gartenfeld                   | 1862          | vorheriger Name: Grethengäßchen |
| 578  | Mariahof                       | 54296 Trier       | Trier-Mariahof                           |               | s. Liste der Kulturdenkmäler in Trier-Mariahof |
| 579  | Marienfeldstraße               | 54293 Trier       | Trier-Ehrang/Quint                       |               | Flurname |
| 580  | Marienholzstraße               | 54292 Trier       | Trier-Ruwer/Eitelsbach                   |               | Flurname |
| 581  | Marienstraße                   | 54294 Trier       | Trier-Zewen                              |               | nach einer Mariengrotte |
| 924  | Marktplatz                     | 54293 Trier       | Trier-Ehrang/Quint                       | 2004          | nach dem Festplatz des Ehranger Marktes |
| 582  | Markusberg                     | 54293 Trier       | Trier-West/Pallien                       |               | eine steile Straße am Markusberg |
| 583  | Markusstraße                   | 54294 Trier       | Trier-West/Pallien                       | 1889          | eine Straße in Trier-West |
| 945  | Maronenhain                    | 54296 Trier       | Trier-Kürenz                             | 2006          | s. Marone |
| 983  | Martha-Brach-Straße            | 54294 Trier       | Trier-West/Pallien                       | 2014          | s. Martha Brach |
| 585  | Martinerfeld                   | 54294 Trier       | Trier-West/Pallien                       |               | gehörte früher zur Abtei St. Martin |
| 584  | Martin-Grundheber-Straße       | 54294 Trier       | Trier-Euren                              | 1973          | Martin Grundheber, katholischer Geistlicher |
| 995  | Martin-Luther-Platz            | 54290 Trier       | Trier-Mitte/Gartenfeld                   | 2017          | s. Martin Luther |
| 919  | Martin-Schunck-Straße          | 54296 Trier       | Trier-Kürenz                             | 2003          | Stiftung Dr. Martin Schunck im Simeonstift |
| 586  | Martinstraße                   | 54294 Trier       | Trier-Zewen                              |               | nach einem Patron der Zewener Pfarrkirche |
| 587  | Martinsufer                    | 54292 Trier       | Trier-Mitte/Gartenfeld                   |               | |
| 588  | Maternusstraße                 | 54290 Trier       | Trier-Süd                                |               | nach Maternus, Trierer Bischof |
| 589  | Mattener Straße                | 54296 Trier       | Trier-Tarforst                           | 1969          | ehem. Häusergruppe bei Tarforst |
| 591  | Matthiasstraße                 | 54290 Trier       | Trier-Süd                                |               | nach dem Straßendorf St. Matthias |
| 590  | Matthias-Wehr-Straße           | 54295 Trier       | Trier-Heiligkreuz                        | 2002          | s. Matthias Wehr |
| 574  | Mäusheckerweg                  | 54293 Trier       | Trier-Ehrang/Quint/Trier-Pfalzel         |               | Flurname |
| 592  | Max-Brandts-Straße             | 54292 Trier       | Trier-Nord                               | 1928          | Max Brandts (1854–1905), Deutscher Caritasverband |
| 593  | Maximineracht                  | 54295 Trier       | Trier-Kürenz/Trier-Mitte/Gartenfeld      |               | gehörte früher zur Abtei St. Maximin |
| 594  | Maximinstraße                  | 54292 Trier       | Trier-Nord                               |               | nach dem Trierer Bischof Maximin |
| 910  | Max-Planck-Straße              | 54296 Trier       | Trier-Kürenz                             | 2003          | nach Max Planck, Physiker |
| 595  | Mechtelstraße                  | 54293 Trier       | Trier-Pfalzel                            |               | Johannes Mechtel, Verfasser der Limburger Chronik |
| 596  | Medardstraße                   | 54294 Trier       | Trier-Süd                                |               | nach St. Medardus, Bischof von Noyon |
| 597  | Meierstraße                    | 54294 Trier       | Trier-Zewen                              |               | nach der Amtsbezeichnung eines grundherrenlichen Verwalters |
| 598  | Meilenstraße                   | 54293 Trier       | Trier-Ehrang/Quint                       | 1969          | nach der von Trier über Ehrang und Quint nach Andernach führenden Römerstraße, die ihren Namen von den Meilensteinen hat                                                                              |
| 599  | Meisenweg                      | 54293 Trier       | Trier-Ehrang/Quint                       | 1969          | nach der Familie der Meisen |
| 600  | Memelstraße                    | 54295 Trier       | Trier-Heiligkreuz                        | 1954          | zur Erinnerung an die ehemals deutschen Ostgebiete, s. Memel |
| 601  | Merianstraße                   | 54292 Trier       | Trier-Mitte/Gartenfeld                   | 1969          | nach Matthäus Merian, Kupferstecher |
| 602  | Merowingerstraße               | 54293 Trier       | Trier-Ehrang/Quint                       | 1969          | Königsgeschlecht der salischen Franken, s. Merowinger |
| 603  | Mertesdorfer Straße            | 54292 Trier       | Trier-Ruwer/Eitelsbach                   |               | nach dem Dorf Mertesdorf |
| 604  | Mertheswies                    | 54296 Trier       | Trier-Irsch                              | 1996          | gehörte früher der Benediktinerabtei St. Martin |
| 605  | Merziger Straße                | 54294 Trier       | Trier-Süd                                | 1966          | nach der Stadt Merzig |
| 606  | Metternichstraße               | 54292 Trier       | Trier-Nord                               | 1958          | nach Lothar von Metternich, Erzbischof und Kurfürst von Trier |
| 607  | Metzelstraße                   | 54290 Trier       | Trier-Mitte/Gartenfeld                   |               | ehem. Straße der Metzger |
| 608  | Metzer Allee                   | 54295 Trier       | Trier-Heiligkreuz                        | 1958          | Metz, Frankreich |
| 609  | Milostraße                     | 54293 Trier       | Trier-Ehrang/Quint                       |               | nach Milo von Trier, Bischof |
| 610  | Mittelplatz                    | 54293 Trier       | Trier-Ehrang/Quint                       |               | in der Mitte einer Siedlung |
| 611  | Mittelweg                      | 54293 Trier       | Trier-Pfalzel                            |               | Flurname |
| 613  | Mohrenkopfstraße               | 54294 Trier       | Trier-West/Pallien/Trier-Euren           |               | bei dem gleichnamigen Berg |
| 965  | Mohrs Gässchen                 | 54290 Trier       | Trier-Mitte/Gartenfeld                   | 2009          | nach Franz Mohr, sozial engagierter Mensch, Trierer Original |
| 614  | Moltkestraße                   | 54292 Trier       | Trier-Nord                               | 1895          | s. Helmuth von Moltke (Generalfeldmarschall) |
| 615  | Monaiser Straße                | 54294 Trier       | Trier-Euren                              | 1969          | s. Schloss Monaise |
| 616  | Montanstraße                   | 54293 Trier       | Trier-Pfalzel                            | 1969          | im Hafen liegende Straße |
| 617  | Montessoriweg                  | 54296 Trier       | Trier-Heiligkreuz                        | 1969          | nach Maria Montessori, Ärztin und Pädagogin |
| 618  | Morgenweg                      | 54296 Trier       | Trier-Kernscheid                         |               | Evtl. vom Feldmaß abgeleitet |
| 612  | Mörikestraße                   | 54294 Trier       | Trier-Feyen/Weismark                     | 1954          | s. Eduard Mörike |
| 961  | Mosaikstraße                   | 54293 Trier       | Trier-Ehrang/Quint                       | 2009          | Bezug zu der ehemaligen Tonwaren- und Mosaikfabrik |
| 619  | Moselstraße                    | 54290 Trier       | Trier-Mitte/Gartenfeld                   |               | nach der Mosel benannt |
| 620  | Mozartstraße                   | 54293 Trier       | Trier-Pfalzel                            |               | nach Wolfgang Amadeus Mozart, Musiker und Komponist |
| 621  | Mühlenstraße                   | 54296 Trier       | Trier-Irsch                              |               | nach einer Mühle benannt |
| 622  | Mühlenweg                      | 54294 Trier       | Trier-West/Pallien                       | 1913          | nach den früher dort bestehenden Mühlen |
| 623  | Münzstraße                     | 54293 Trier       | Trier-Pfalzel                            |               | erinnert an die kurfürstlich-trierische Münze, wo das kurtrierische Geld geschlagen wurde |
| 624  | Mustorstraße                   | 54290 Trier       | Trier-Mitte/Gartenfeld                   |               | Mustor (Stadttor), in der Nähe lag das fränkische Dorf Musil |
| 950  | Mutsuko-Ayano-Straße           | 54296 Trier       | Trier-Kürenz                             | 2008          | s. Mutsuko Ayano |
| 625  | Nachtigallenweg                | 54295 Trier       | Trier-Heiligkreuz                        | 1957          | nach der Nachtigall |
| 626  | Nagelstraße                    | 54290 Trier       | Trier-Mitte/Gartenfeld                   |               | nach den Nagelschmieden benannt, vorheriger Name: „Webergasse“ |
| 627  | Nalbachstraße                  | 54292 Trier       | Trier-Nord                               | 1928          | s. Lothar Friedrich von Nalbach, Weihbischof |
| 628  | Napoleonsbrücke                | 54293 Trier       | Trier-West/Pallien                       |               | die Brücke wurde zur Zeit der Regierung Napoleons erbaut |
| 629  | Nellstraße                     | 54295 Trier       | Trier-Kürenz                             |               | nach Nikolaus Nell benannt, s. Nell (Adelsgeschlecht) |
| 631  | Neuengarten                    | 54292 Trier       | Trier-Ruwer/Eitelsbach                   |               | historischer Flurname |
| 632  | Neustraße                      | 54290 Trier       | Trier-Mitte/Gartenfeld                   |               | Fortsetzung der Brotstraße nach Süden |
| 633  | Neuwiese                       | 54296 Trier       | Trier-Filsch                             |               | Flurname |
| 634  | Nicetiusstraße                 | 54296 Trier       | Trier-Irsch                              | 2002          | nach Nicetius, Bischof von Trier |
| 635  | Niederkircher Straße           | 54294 Trier       | Trier-Euren                              | 1978          | ehem. Hof Niederkirch, s. Schloss Monaise |
| 636  | Niederstraße                   | 54293 Trier       | Trier-Ehrang/Quint                       |               | nach dem Niedertor der alten Stadt Ehrang |
| 637  | Nikolaus-Koch-Platz            | 54290 Trier       | Trier-Mitte/Gartenfeld                   | 1973          | s. Nikolaus Koch (Verleger, 1847) |
| 993  | Nikolaus-Leis-Straße           | 54292 Trier       | Trier-Nord                               | 2016          | Nikolaus Leis (1891–1969), „Leise Kläs“ |
| 638  | Nikolaus-Mommer-Straße         | 54296 Trier       | Trier-Tarforst                           | 2000          | Nikolaus Mommer von Ramsdonk, erster Rektor der Trierer Universität von 1473 bis 1474 |
| 639  | Nikolausstraße                 | 54290 Trier       | Trier-Süd                                | 1888          | nach dem Zimmermann Nikolaus Gerhard |
| 923  | Nikolaus-Theis-Straße          | 54294 Trier       | Trier-Euren                              | 2004          | Nikolaus Theis (1883–1952), Pastor in Trier-Euren, Regimekritiker |
| 640  | Nordallee                      | 54292 Trier       | Trier-Nord                               |               | Lagebezeichnung |
| 641  | Normannenstraße                | 54293 Trier       | Trier-Ehrang/Quint                       | 1974          | nach dem skandinavischen Kriegsvolk der Normannen, das 882 Trier schwer zerstörte |
| 642  | Novalisstraße                  | 54295 Trier       | Trier-Olewig                             | 1969          | nach dem Dichternamen des Friedrich von Hardenberg, s. Novalis |
| 643  | Numerianstraße                 | 54294 Trier       | Trier-Euren                              |               | nach Numerian, Bischof von Trier |
| 645  | Ober Kleeburg                  | 54296 Trier       | Trier-Olewig                             |               | 1518 „Kleberg“ genannt, Flurname |
| 646  | Oberkirch                      | 54294 Trier       | Trier-Zewen                              |               | nach dem früheren Ortsteil |
| 647  | Oberstraße                     | 54293 Trier       | Trier-Ehrang/Quint                       |               | nach dem früheren Obertor der Stadt Ehrang |
| 648  | Oerenstraße                    | 54290 Trier       | Trier-Mitte/Gartenfeld                   |               | s. Irmina von Oeren |
| 649  | Ohmstraße                      | 54292 Trier       | Trier-Nord                               |               | nach Georg Simon Ohm, Physiker |
| 650  | Olbeschhof                     | 54296 Trier       | Trier-Tarforst                           | 1994          | beim Olbeschgraben |
| 651  | Olewiger Straße                | 54295 Trier       | Trier-Mitte/Gartenfeld/Olewig            |               | im Stadtteil Olewig |
| 652  | Orendelstraße                  | 54295 Trier       | Trier-Heiligkreuz                        | 1958          | nach dem Helden eines deutschen Spielmann-Epos um 1190, s. Orendel |
| 977  | Orli-Torgau-Straße             | 54294 Trier       | Trier-Feyen/Weismark                     | 2013          | Orli (Aurelia) Wald, geb. Torgau, Widerstandskämpferin und NS-Verfolgte |
| 653  | Osbüsch                        | 54296 Trier       | Trier-Kernscheid                         | 1978          | Flurname |
| 654  | Ostallee                       | 54290 Trier       | Trier-Mitte/Gartenfeld                   |               | angelegt im Jahre 1780 entlang der Gräben der mittelalterlichen Stadtmauer |
| 655  | Ostkai                         | 54293 Trier       | Trier-Ehrang/Quint                       | 1977          | am Trierer Hafen |
| 656  | Ostpreußenstraße               | 54296 Trier       | Trier-Heiligkreuz                        | 1954          | in Erinnerung an die deutschen Ostgebiete, s. Ostpreußen |
| 644  | Oswald-von-Nell-Breuning-Allee | 54296 Trier       | Trier-Heiligkreuz/Trier-Mariahof         | 1992          | s. Oswald von Nell-Breuning |
| 657  | Otto-Brenner-Straße            | 54294 Trier       | Trier-Euren                              | 1993          | s. Otto Brenner |
| 658  | Ottostraße                     | 54294 Trier       | Trier-Euren                              | 1962          | nach Nikolaus Otto, Ingenieur |
| 659  | Pacelliufer                    | 54290 Trier       | Trier-Süd                                | 1957          | nach Eugenio Pacelli, als päpstlicher Nuntius in Trier |
| 660  | Palaststraße                   | 54290 Trier       | Trier-Mitte/Gartenfeld                   |               | führt vom Markt zur Basilika |
| 661  | Palliener Straße               | 54294 Trier       | Trier-West/Pallien                       |               | nach dem früheren Vorort Pallien |
| 662  | Palmatiusstraße                | 54292 Trier       | Trier-Nord                               | 1888          | nach dem Trierer Konsul Palmatius |
| 663  | Park Nells Ländchen            | 54292 Trier       | Trier-Nord                               | 1986          | nach dem Stiftskanonikus Nikolaus Nell |
| 664  | Parkstraße                     | 54292 Trier       | Trier-Nord                               | 1943          | beim Nells Park |
| 665  | Pastor-Hausmann-Straße         | 54293 Trier       | Trier-Pfalzel                            | 2005          | nach Franz Hausmann, Pfarrer in Pfalzel |
| 666  | Pater-Loskyll-Weg              | 54294 Trier       | Trier-West/Pallien                       | 1995          | nach Pater Karl Loskyll, Kongregation der Salesianer Don Boscos |
| 669  | Paulinstraße                   | 54292 Trier       | Trier-Nord                               | 1888          | nach der Kirche St. Paulin |
| 927  | Paul-Ludwig-Weg                | 54290 Trier       | Trier-Mitte/Gartenfeld                   | 2004          | Paul Ludwig (1930–1998), Priester, Religionslehrer |
| 667  | Paul-Schneider-Straße          | 54292 Trier       | Trier-Nord                               | 1973          | s. Paul Schneider (Pfarrer) |
| 668  | Paul-Trappen-Straße            | 54292 Trier       | Trier-Nord                               | 2000          | s. Paul Trappen |
| 670  | Paulusplatz                    | 54290 Trier       | Trier-Mitte/Gartenfeld                   | 1922          | Lagebezeichnung |
| 671  | Pellinger Straße               | 54294/54296 Trier | Trier-Süd/Trier-Feyen/Weismark           | 1922          | nach dem Ort Pellingen |
| 672  | Pestalozzistraße               | 54294 Trier       | Trier-Euren                              | 1969          | nach Johann Heinrich Pestalozzi, Erzieher und Sozialreformer |
| 673  | Petenweg                       | 54293 Trier       | Trier-Ehrang/Quint                       | 1969          | vorheriger Name: Heidenberg |
| 674  | Peter-Friedhofen-Straße        | 54292 Trier       | Trier-Nord                               | 1928          | s. Peter Friedhofen |
| 675  | Peter-Jacobs-Straße            | 54296 Trier       | Trier-Tarforst                           | 1977          | s. Peter Jacobs |
| 913  | Peter-Joseph-Lenné-Straße      | 54296 Trier       | Trier-Kürenz                             | 2003          | s. Peter-Joseph Lenné |
| 676  | Peter-Klöckner-Straße          | 54293 Trier       | Trier-Ehrang/Quint                       | 1984          | s. Peter Klöckner |
| 677  | Peter-Lambert-Straße           | 54292 Trier       | Trier-Nord                               | 1938          | s. Peter Lambert; vorheriger Name: Fährenstraße |
| 985  | Peter-Molz-Straße              | 54294 Trier       | Trier-West/Pallien                       | 2014          | Peter Molz (1853–1933), gründete 1895 den Deutschen Eisenbahn-, Handwerker- und Arbeiterverband |
| 678  | Peter-Roth-Platz               | 54293 Trier       | Trier-Ehrang/Quint                       | 1980          | s. Peter Roth |
| 679  | Peter-Scholzen-Straße          | 54296 Trier       | Trier-Feyen/Weismark                     | 1978          | nach einem Lehrer an der Volksschule zu Trier-Feyen |
| 680  | Peter-Schroeder-Straße         | 54294 Trier       | Trier-West/Pallien                       | 1958          | nach Peter Schroeder (1875–1935), Heimatdichter und volkstümlicher Schriftsteller; bekannt als Peter von der Mosel                                                                                    |
| 996  | Peter-Schütz-Platz             | 54294 Trier       | Trier-Euren                              | 2017          | nach Peter Schütz, Gastronom |
| 955  | Peter-Thomas-Straße            | 54296 Trier       | Trier-Kürenz                             | 2008          | nach Peter Thomas, Maler, Kirchenmaler und Restaurator |
| 681  | Peter-Wagner-Straße            | 54295 Trier       | Trier-Kürenz                             | 1959          | nach Peter Wagner, Universitätsprofessor, Kirchenmusiker |
| 682  | Peter-Wust-Straße              | 54295 Trier       | Trier-Heiligkreuz                        | 1959          | s. Peter Wust |
| 684  | Petrusstraße                   | 54292 Trier       | Trier-Nord                               |               | nach dem Trierer Schutzpatron Petrus |
| 685  | Pfalzeler Straße               | 54293 Trier       | Trier-Pfalzel                            | 1969          | nach dem Stadtteil Pfalzel |
| 686  | Pfalzgrafenstraße              | 54293 Trier       | Trier-Pfalzel                            | 1969          | nach dem legendären Pfalzgrafen Siegfried, der in Pfalzel mit seiner Gattin Genoveva lebte |
| 687  | Pferdemarkt                    | 54290 Trier       | Trier-Mitte/Gartenfeld                   |               | Mittelalterlicher Stapelplatz der Stadt |
| 688  | Pfützenstraße                  | 54290 Trier       | Trier-Mitte/Gartenfeld                   |               | nach einem Brunnen benannt |
| 689  | Philipp-Loosen-Straße          | 54295 Trier       | Trier-Heiligkreuz                        | 1963          | s. Philipp Loosen |
| 690  | Philosophenweg                 | 54293 Trier       | Trier-Pfalzel                            |               | s. Philosoph |
| 691  | Pluwiger Straße                | 54295 Trier       | Trier-Kürenz                             | 1969          | nach dem Dorf Pluwig |
| 692  | Pommernstraße                  | 54295 Trier       | Trier-Heiligkreuz                        | 1954          | in Erinnerung an die ehemals deutschen Ostgebiete, s. Pommern |
| 693  | Porta-Nigra-Platz              | 54292 Trier       | Trier-Nord/Trier-Mitte-Gartenfeld        |               | an der Porta Nigra |
| 694  | Predigerstraße                 | 54290 Trier       | Trier-Mitte/Gartenfeld                   |               | ehem. Dominikaner- bzw. Predigerkloster |
| 695  | Propstei                       | 54296 Trier       | Trier-Irsch                              | 1969          | nach dem ehemaligen Hofhaus der Trierer Abtei St. Martin |
| 696  | Prümer Straße                  | 54294 Trier       | Trier-West/Pallien                       | 1960          | nach der Stadt Prüm/Eifel |
| 939  | Pula-Straße                    | 54296 Trier       | Trier-Kürenz                             | 2006          | Pula in Kroatien ist seit 1971 Partnerstadt von Trier |
| 697  | Quinter Straße                 | 54293 Trier       | Trier-Ehrang/Quint                       |               | nach dem Stadtteil Quint |
| 699  | Rahnenstraße                   | 54290 Trier       | Trier-Mitte/Gartenfeld                   |               | benannt vielleicht nach einem Trierer Bürger Richard „de rana“ |
| 700  | Raiffeisenstraße               | 54294 Trier       | Trier-Zewen                              |               | s. Raiffeisen |
| 701  | Rambouxstraße                  | 54292 Trier       | Trier-Nord                               |               | s. Ramboux |
| 702  | Ramsteiner Weg                 | 54293 Trier       | Trier-Ehrang/Quint                       | 1969          | s. Burg Ramstein (Kordel) |
| 703  | Reckingstraße                  | 54295 Trier       | Trier-Heiligkreuz                        |               | s. Recking |
| 704  | Reichenspergerstraße           | 54296 Trier       | Trier-Mariahof                           | 1961          | s. August Reichensperger |
| 705  | Reichertsberg                  | 54294 Trier       | Trier-West/Pallien                       | 1921          | nach einem Flurnamen |
| 706  | Rembrandtstraße                | 54292 Trier       | Trier-Nord                               | 1969          | s. Rembrandt |
| 707  | Remigiusstraße                 | 54292 Trier       | Trier-Nord                               | 1924          | nach einer Kirche St. Remigius benannt, die es im frühen Mittelalter gab |
| 708  | Residenzstraße                 | 54293 Trier       | Trier-Pfalzel                            | 1969          | Pfalzel war lange Residenz der Trierer Kurfürsten |
| 709  | Retzgrubenweg                  | 54295 Trier       | Trier-Olewig                             |               | von einem Personennamen abgeleitet |
| 710  | Reulandstraße                  | 54294 Trier       | Trier-Euren                              |               | nach Johann Palmatius Wilhelm Josef Reuland, dem letzten kurfürstlichen Stadtschultheißen von Trier                                                                                                   |
| 711  | Reuterstraße                   | 54294 Trier       | Trier-Zewen                              |               | der Name enthält den vieldeutigen Namen Reuter |
| 712  | Reverchonweg                   | 54293 Trier       | Trier-West/Pallien                       |               | s. Villa Reverchon |
| 713  | Rheinstraße                    | 54292 Trier       | Trier-Ruwer/Eitelsbach                   | 1969          | hieß früher Koblenzer Straße, s. Rhein |
| 714  | Riesling-Weinstraße            | 54295 Trier       | Trier-Olewig                             | 1991          | Ortsumgehung von Olewig, an den Weinbergen vorbei, s. Riesling |
| 715  | Rindertanzstraße               | 54290 Trier       | Trier-Mitte/Gartenfeld                   |               | |
| 716  | Ringstraße                     | 54293 Trier       | Trier-Pfalzel                            |               | bei Pfalzel |
| 717  | Riverisstraße                  | 54292 Trier       | Trier-Kürenz                             | 1960          | s. Riveris (Fluss), Riveristalsperre |
| 909  | Robert-Schuman-Allee           | 54296 Trier       | Trier-Kürenz                             | 2003          | s. Robert Schuman |
| 718  | Rodestraße                     | 54290 Trier       | Trier-Süd                                | 1954          | s. Johannes Rode (Abt) |
| 719  | Römerbrücke                    | 54290 Trier       | Trier-Mitte/Gartenfeld                   |               | seit 1986 Teil des UNESCO-Welterbes |
| 720  | Römerstraße                    | 54293/54294 Trier | Trier-West/Pallien                       |               | unter Franz Ludwig von Pfalz-Neuburg erneuerte Straße |
| 721  | Röntgenstraße                  | 54292 Trier       | Trier-Nord                               | 1948          | s. Wilhelm Conrad Röntgen |
| 723  | Roonstraße                     | 54292 Trier       | Trier-Nord                               | 1895          | s. Albrecht von Roon, Kriegsminister und Heeresreformer |
| 722  | Röschen-Görgen-Straße          | 54292 Trier       | Trier-Nord                               | 2000          | s. Röschen Görgen |
| 724  | Rosenstraße                    | 54295 Trier       | Trier-Kürenz                             |               | nach den Rosengewächsen |
| 725  | Rotbachstraße                  | 54295 Trier       | Trier-Heiligkreuz                        | 1913          | nach dem gleichnamigen Bach, siehe Olewiger Bach |
| 726  | Rothildisstraße                | 54293 Trier       | Trier-Pfalzel                            | 1969          | nach Rothildis, Äbtissin des Pfalzeler Benediktinerinnenklosters |
| 727  | Rottenfeldstraße               | 54290 Trier       | Trier-Süd                                | 1920          | nach Karl Eucharius Medardin v. Rottenfeld |
| 728  | Rubenstraße                    | 54294 Trier       | Trier-Feyen/Weismark                     | 1954          | s. Christian Ruben, Maler |
| 954  | Rudi-Schillings-Straße         | 54296 Trier       | Trier-Kürenz                             | 2008          | nach Rudi Schillings, Glasmaler, Maler und Illustrator |
| 729  | Rudolf-Diesel-Straße           | 54292 Trier       | Trier-Nord                               | 1958          | s. Rudolf Diesel |
| 964  | Rudolf-Oster-Straße            | 54294 Trier       | Trier-Feyen/Weismark                     | 2009          | Priester Rudolf Oster aus Trier |
| 731  | Ruwermündung                   | 54292 Trier       | Trier-Ruwer/Eitelsbach                   | 1969          | vorheriger Name: Hohlgasse, s. Ruwer |
| 730  | Ruwerer Straße                 | 54292 Trier       | Trier-Ruwer/Eitelsbach                   | 1969          | nach Trier-Ruwer führend, früher: Trierer Straße |
| 732  | Saarbrücker Straße             | 54290 Trier       | Trier-Süd                                | 1969          | nach der Stadt Saarbrücken |
| 733  | Saarburger Straße              | 54294 Trier       | Trier-Süd                                | 1966          | nach der Stadt Saarburg/Saar |
| 734  | Saarstraße                     | 54290 Trier       | Trier-Süd                                | 1888          | nach dem Moselzufluss Saar |
| 735  | Sachsenstraße                  | 54295 Trier       | Trier-Mitte/Gartenfeld                   | 1969          | nach Klemens Wenzeslaus Prinz von Sachsen und Polen |
| 736  | Salvianstraße                  | 54290 Trier       | Trier-Mitte/Gartenfeld                   | 1969          | s. Salvian von Marseille; der frühere Name lautete: Marienstraße |
| 737  | Sauerwasserweg                 | 54294 Trier       | Trier-Feyen/Weismark                     |               | s. Sauerwasser |
| 738  | Sauerzapfstraße                | 54293 Trier       | Trier-Pfalzel                            |               | s. Sauerzapf |
| 739  | Schalkenbachstraße             | 54294 Trier       | Trier-Euren                              | 1952          | nach Nikolaus Josef Schalkenbach, Elektrotechniker |
| 740  | Scheffelstraße                 | 54294 Trier       | Trier-Feyen/Weismark                     | 1954          | nach Joseph-Viktor Scheffel, Dichter |
| 741  | Schießgraben                   | 54290 Trier       | Trier-Mitte/Gartenfeld                   |               | Teil des Stadtgrabens und des Trierer Alleenrings |
| 973  | Schiffen Äcken                 | 54293 Trier       | Trier-Ehrang/Quint                       | 2012          | nach der Bauernfamilie Schiff |
| 742  | Schiffstraße                   | 54293 Trier       | Trier-Ehrang/Quint                       | 1969          | s. Hafen Trier |
| 743  | Schillerstraße                 | 54293 Trier       | Trier-Ehrang/Quint                       |               | s. Schiller |
| 744  | Schillingsteg                  | 54293 Trier       | Trier-West/Pallien                       |               | nach Balduin Schilling, Beigeordneter der Stadt Trier |
| 745  | Schinkelstraße                 | 54292 Trier       | Trier-Nord                               | 1958          | nach Karl Friedrich Schinkel, Baumeister |
| 746  | Schlesienstraße                | 54293 Trier       | Trier-Ehrang/Quint                       | 1954          | s. Schlesien |
| 747  | Schloss Monaise                | 54294 Trier       | Trier-Euren                              |               | |
| 748  | Schloßstraße                   | 54293 Trier       | Trier-Ehrang/Quint                       | 1984          | s. Quinter Schloss |
| 749  | Schmiedestraße                 | 54296 Trier       | Trier-Irsch                              |               | benannt nach einer ehemaligen Schmiede |
| 750  | Schmittsberg                   | 54296 Trier       | Trier-Kernscheid                         |               | Flurname |
| 751  | Schneidershof                  | 54293 Trier       | Trier-West/Pallien                       |               | ursprünglich „Ottoscheuer“, später „Schneidershof“, heute Sitz der Fachhochschule/Hochschule |
| 754  | Scholasterei                   | 54293 Trier       | Trier-Pfalzel                            |               | s. Scholaster |
| 752  | Schönbornstraße                | 54295 Trier       | Trier-Nord/Trier-Kürenz                  | 1969          | s. Franz Georg von Schönborn, Kurfürst |
| 753  | Schöndorfer Straße             | 54292 Trier       | Trier-Nord                               | 1888          | s. Schöndorf (an der Ruwer) |
| 755  | Schubertplatz                  | 54294 Trier       | Trier-Feyen/Weismark                     | 1954          | s. Franz Schubert, Komponist |
| 757  | Schulstraße                    | 54293 Trier       | Trier-Ehrang/Quint                       |               | an einer Schule |
| 758  | Schurzstraße                   | 54292 Trier       | Trier-Nord                               | 1951          | s. Carl Schurz |
| 756  | Schützenstraße                 | 54295 Trier       | Trier-Mitte/Gartenfeld                   | 1894          | nach einem Schützenhaus |
| 918  | Schwab-Straße                  | 54296 Trier       | Trier-Kürenz                             | 2003          | nach dem Ehepaar Otto und Elsbeth Schwab |
| 759  | Schwarzer Weg                  | 54293 Trier       | Trier-Ehrang/Quint                       | 1968          | ein Weg, mit schwarzer Schlacke gebaut; ein Teil hieß Am Viadukt, Bezug zum Quinter Viadukt, Bezeichnung Am Viadukt wurde aufgelöst durch Beschluss des Ortsbeirates Ehrang/Quint (2020)              |
| 760  | Schweringstraße                | 54294 Trier       | Trier-West/Pallien/Euren                 | 1912          | s. Schwering |
| 761  | Seiferstraße                   | 54293 Trier       | Trier-Ehrang/Quint                       | 1969          | nach Peter Ernst Seifer, s. Ehranger Walzenmühle |
| 762  | Seizstraße                     | 54290 Trier       | Trier-Mitte/Gartenfeld                   |               | s. Johannes Seiz |
| 763  | Seniastraße                    | 54295 Trier       | Trier-Heiligkreuz                        | 1906          | „vico Seniae“, Benennung einer römischen Straße in Trier |
| 764  | Servaisstraße                  | 54293 Trier       | Trier-Ehrang/Quint                       | 1969          | nach Paul Servais, gründete die Ehranger Tonplattenfabrik |
| 765  | Sichelstraße                   | 54290 Trier       | Trier-Mitte/Gartenfeld                   |               | |
| 766  | Sickingenstraße                | 54296 Trier       | Trier-Mitte/Gartenfeld/Olewig            | 1901          | s. Franz von Sickingen |
| 767  | Sieh um Dich                   | 54290 Trier       | Trier-Mitte/Gartenfeld                   |               | beim Domfreihof |
| 768  | Sievenicher Hof                | 54293 Trier       | Trier-West/Pallien                       |               | beim Sievenicher Hof befand sich bereits in römischer Zeit eine Hofanlage |
| 769  | Simeonstiftplatz               | 54290 Trier       | Trier-Mitte/Gartenfeld                   |               | |
| 770  | Simeonstraße                   | 54290 Trier       | Trier-Mitte/Gartenfeld                   |               | |
| 979  | Simone-de-Beauvoir-Straße      | 54294 Trier       | Trier-Feyen/Weismark                     | 2013          | nach Simone de Beauvoir |
| 972  | Simon-Reichwein-Straße         | 54296 Trier       | Trier-Filsch                             | 2012          | s. Simon Reichwein |
| 771  | Sirckstraße                    | 54293 Trier       | Trier-Pfalzel                            | 1969          | nach Jakob I. von Sierck, Kurfürst und Erzbischof von Trier |
| 772  | Soterstraße                    | 54295 Trier       | Trier-Kürenz                             |               | Soter und Palmatius wurden von Rictiovarus hingerichtet |
| 773  | Speestraße                     | 54290 Trier       | Trier-Süd                                | 1901          | |
| 774  | Spielesplatz                   | 54293 Trier       | Trier-Pfalzel                            |               | |
| 775  | Spirostraße                    | 54294 Trier       | Trier-West/Pallien                       | 1948          | nach Dr. Ernst Spiro (1873–1950), Direktor des Eisenbahn-Ausbesserungswerkes Trier. Die Straße hieß bereits bis 1934 Spirostraße und danach bis 1948 Gartenstraße.                                    |
| 776  | Spitzmühle                     | 54295 Trier       | Trier-Mitte/Gartenfeld/Trier-Heiligkreuz |               | nach einer früheren Siedlung benannt |
| 777  | St.-Anna-Straße                | 54295 Trier       | Trier-Olewig                             | 1967          | nach der Patronin der Olewiger Pfarrkirche |
| 778  | St.-Barbara-Ufer               | 54290 Trier       | Trier-Süd                                | 1888          | |
| 779  | St.-Helena-Straße              | 54294 Trier       | Trier-Euren                              | 1908          | |
| 780  | St.-Jost-Straße                | 54293 Trier       | Trier-Biewer                             |               | nach dem Leprosenhaus St. Jost vor Biewer |
| 987  | St.-Martinus-Platz             | 54294 Trier       | Trier-Zewen                              | 2014          | nach der zweiten Zewener Pfarrkirche |
| 781  | St.-Mergener-Straße            | 54292 Trier       | Trier-Nord                               | 1924          | beim ehem. Kloster St. Marien |
| 782  | Stauffenbergstraße             | 54295 Trier       | Trier-Heiligkreuz                        | 1959          | nach Claus Schenk Graf von Stauffenberg |
| 783  | Stefan-Andres-Straße           | 54296 Trier       | Trier-Kernscheid                         | 1971          | s. Stefan Andres, Schriftsteller |
| 784  | Stefan-George-Straße           | 54295 Trier       | Trier-Heiligkreuz                        | 1958          | s. Stefan George |
| 785  | Steilstraße                    | 54295 Trier       | Trier-Kürenz                             |               | Lagebezeichnung |
| 786  | Steinbrückstraße               | 54293 Trier       | Trier-Pfalzel                            |               | nach einer früher dort vorhandenen steinernen Brücke benannt |
| 787  | Steingröverweg                 | 54292 Trier       | Trier-Nord                               | 1923          | nach den Gebrüdern Arnold und Karl Steingröver aus Brüssel |
| 788  | Steinhausenstraße              | 54292 Trier       | Trier-Nord                               | 1961          | nach Josef Steinhausen, Studienrat, Wissenschaftler und Archäologe |
| 789  | Steinsweg                      | 54294 Trier       | Trier-West/Pallien                       | 1897          | nach einem Trierer Bürger namens Stein |
| 790  | Sternstraße                    | 54290 Trier       | Trier-Mitte/Gartenfeld                   |               | |
| 791  | Stiftstraße                    | 54293 Trier       | Trier-Pfalzel                            |               | nach dem ehem. Kanonikerstift zu Pfalzel benannt |
| 792  | Stockplatz                     | 54290 Trier       | Trier-Mitte/Gartenfeld                   |               | |
| 793  | Stockstraße                    | 54290 Trier       | Trier-Mitte/Gartenfeld                   | 1878          | vorher „Kleine Judenpforte“ |
| 794  | Straßburger Allee              | 54295 Trier       | Trier-Heiligkreuz                        | 1963          | nach der Stadt Straßburg/Elsass |
| 795  | Stresemannstraße               | 54290 Trier       | Trier-Mitte/Gartenfeld                   | 1958          | s. Gustav Stresemann |
| 796  | Stuckradweg                    | 54293 Trier       | Trier-West/Pallien                       |               | Generalmajor Edwin von Stuckrad |
| 798  | Südallee                       | 54290 Trier       | Trier-Süd                                |               | |
| 799  | Südblick                       | 54294 Trier       | Trier-Feyen/Weismark                     | 1954          | nach der Lage am südlichen Rand der Stadt |
| 797  | Sudetenstraße                  | 54295 Trier       | Trier-Heiligkreuz                        | 1954          | s. Sudeten |
| 801  | Talstraße                      | 54293 Trier       | Trier-Biewer                             | 1908          | vorheriger Name: Helenentalstraße |
| 802  | Tannenweg                      | 54293 Trier       | Trier-Ehrang/Quint                       | 1969          | nach den Tannengewächsen |
| 803  | Tarforster Straße              | 54296 Trier       | Trier-Tarforst                           | 1969          | |
| 804  | Taubenbergstraße               | 54293 Trier       | Trier-Ehrang/Quint                       |               | 1772 „Am Taubenberg“ |
| 805  | Taubensteinstraße              | 54293 Trier       | Trier-Biewer                             |               | „taub“ bedeutet porös |
| 806  | Teichstraße                    | 54293 Trier       | Trier-Biewer                             |               | nach einem Mühlenteich |
| 807  | Teichweg                       | 54294 Trier       | Trier-Euren                              |               | beim Eurener Bach, auch Teichbach |
| 808  | Tempelherrenstraße             | 54294 Trier       | Trier-Euren                              | 1969          | nach dem Templerorden (auch „Tempelherren“ genannt) |
| 809  | Tempelweg                      | 54294 Trier       | Trier-West/Pallien                       | 1921          | nach dem gallo-römischen Lenus-Marstempel, einem treverischen Nationalheiligtum |
| 810  | Templerstraße                  | 54294 Trier       | Trier-Zewen                              |               | nach einer Ruinenstätte des Templerordens |
| 811  | Tessenowstraße                 | 54295 Trier       | Trier-Heiligkreuz                        | 1959          | nach Heinrich Tessenow, Architekt und Hochschullehrer |
| 812  | Thebäerstraße                  | 54292 Trier       | Trier-Nord                               | 1888          | nach der Thebaischen Legion |
| 813  | Theobaldstraße                 | 54292 Trier       | Trier-Nord                               | 1888          | nach der Theobaldsmühle des Simeonstiftes |
| 949  | Theoderich-Straße              | 54296 Trier       | Trier-Filsch                             | 2007          | s. Theoderich I. (Trier) |
| 814  | Theodor-Heuss-Allee            | 54292 Trier       | Trier-Nord                               | 1964          | nach Theodor Heuss |
| 816  | Thyrsusstraße                  | 54292 Trier       | Trier-Nord                               | 1912          | s. Thebäische Legion |
| 960  | Tonstraße                      | 54293 Trier       | Trier-Ehrang/Quint                       | 2009          | Bezug zu der ehemaligen Tonwaren- und Mosaikfabrik |
| 817  | Töpferstraße                   | 54290 Trier       | Trier-Süd                                | 1969          | |
| 818  | Trebetastraße                  | 54296 Trier       | Trier-Mariahof                           | 1973          | s. Trebeta |
| 819  | Treinenfeld                    | 54296 Trier       | Trier-Filsch                             |               | Flurname nach einem Familiennamen, der von dem Vornamen Katharina abstammt |
| 820  | Trevererstraße                 | 54295 Trier       | Trier-Heiligkreuz                        | 1958          | s. Treverer |
| 821  | Treviris-Passage               | 54290 Trier       | Trier-Mitte/Gartenfeld                   | 1998          | der Name erinnert an das ehemalige Katholische Vereinshaus Treviris |
| 822  | Trierweilerweg                 | 54294 Trier       | Trier-West/Pallien                       | 1904          | die sogenannte Himmelsleiter führt vom Trierweilerweg zu der Kapelle auf dem Markusberg |
| 823  | Trimmelter Hof                 | 54296 Trier       | Trier-Olewig                             |               | |
| 824  | Trimmelter Weg                 | 54295/54296 Trier | Trier-Olewig                             |               | s. Trimmelter Hof |
| 825  | Turmstraße                     | 54294 Trier       | Trier-Zewen                              |               | nach einem ehemaligen Wachturm an der Grenze zwischen Kurtrier und Luxemburg |
| 827  | Über Brücken                   | 54294 Trier       | Trier-West/Pallien                       | 1996          | ehem. Flurname |
| 826  | Udostraße                      | 54294 Trier       | Trier-Euren                              | 1908          | s. Udo von Nellenburg, Erzbischof |
| 829  | Universitätsring               | 54296 Trier       | Trier-Olewig/Trier-Tarforst              | 1992          | an der Universität Trier |
| 830  | Unter dem Dostler              | 54293 Trier       | Trier-Ehrang/Quint                       | 1993          | ehem. Flurname |
| 831  | Unter Kleeburg                 | 54296 Trier       | Trier-Olewig                             |               | 1518 „Kleberg“ genannt, Flurname |
| 832  | Unter-Gerst-Straße             | 54293 Trier       | Trier-Ehrang/Quint                       |               | Bezug zu einem Gebirgskamm - Berghöhe |
| 833  | Unterm Pulsberg                | 54294 Trier       | Trier-West/Pallien                       | 1913          | abgeleitet von Paulsberg, heute Markusberg genannt |
| 834  | Unterm Wolfsberg               | 54295 Trier       | Trier-Heiligkreuz                        | 1969          | an dem gleichnamigen Berg gelegen |
| 908  | Valentinianweg                 | 54294 Trier       | Trier-Feyen/Weismark                     | 2003          | s. Valentinian I., römischer Kaiser |
| 835  | Valeriusstraße                 | 54294 Trier       | Trier-Feyen/Weismark                     | 1954          | s. Valerius von Trier |
| 836  | Verdistraße                    | 54292 Trier       | Trier-Nord                               | 1969          | s. Giuseppe Verdi |
| 837  | Verteilerring                  | 54292 Trier       | Trier-Nord                               |               | |
| 838  | Viehmarktplatz                 | 54290 Trier       | Trier-Mitte/Gartenfeld                   |               | |
| 839  | Viehmarktstraße                | 54290 Trier       | Trier-Mitte/Gartenfeld                   | 1851          | beim Viehmarktplatz |
| 840  | Viktoriastraße                 | 54294 Trier       | Trier-West/Pallien                       |               | s. Auguste Viktoria |
| 841  | Vogelsang                      | 54292 Trier       | Trier-Ruwer/Eitelsbach                   |               | Flurname |
| 967  | Von-Babenberg-Straße           | 54296 Trier       | Trier-Filsch                             | 2012          | s. Poppo von Babenberg |
| 842  | Von-Bodelschwingh-Straße       | 54295 Trier       | Trier-Heiligkreuz                        | 1963          | s. Von Bodelschwingh |
| 843  | Von-Pidoll-Straße              | 54293 Trier       | Trier-Ehrang/Quint                       | 1984          | s. Quinter Schloss |
| 844  | Vor Plein                      | 54294 Trier       | Trier-Euren                              | 1969          | früher: Zewener Straße |
| 845  | Vordere Heide                  | 54293 Trier       | Trier-Ehrang/Quint                       |               | Flurname |
| 846  | Waldfrieden                    | 54294 Trier       | Trier-Euren                              |               | Flurname |
| 847  | Waldstraße                     | 54294 Trier       | Trier-Zewen                              |               | Straße in den Eurener Wald |
| 848  | Wallenbachstraße               | 54293 Trier       | Trier-Ehrang/Quint                       |               | s. Wallenbach (Kyll) |
| 849  | Wallstraße                     | 54290 Trier       | Trier-Mitte/Gartenfeld                   | 1878          | verlief ursprünglich an der Stadtmauer; im Bereich der ehem. Brückenfestung Trier an der Römerbrücke                                                                                                  |
| 850  | Walramsneustraße               | 54290 Trier       | Trier-Mitte/Gartenfeld                   |               | nach dem Trierer Schöffengeschlecht Walram |
| 851  | Walter-Hauth-Straße            | 54294 Trier       | Trier-Euren                              | 1997          | Walter Hauth, Pastor in Trier-Euren |
| 852  | Wampachstraße                  | 54295 Trier       | Trier-Kürenz                             | 1959          | s. Henri-Camille Wampach |
| 853  | Wasserbilliger Straße          | 54294 Trier       | Trier-Zewen                              | 1969          | s. Wasserbillig, Ort in Luxemburg |
| 854  | Wasserweg                      | 54292 Trier       | Trier-Nord                               |               | Bezug zum Kürenzer Abwässergraben |
| 855  | Weberbach                      | 54290 Trier       | Trier-Mitte/Gartenfeld                   |               | |
| 856  | Wechselstraße                  | 54290 Trier       | Trier-Mitte/Gartenfeld                   |               | nach einem Trierer Bürger um 1200 benannt |
| 857  | Weiberborn                     | 54296 Trier       | Trier-Irsch                              | 1996          | Flurname |
| 858  | Weidegasse                     | 54290 Trier       | Trier-Süd                                |               | früher: Gartenstraße |
| 859  | Weiherstraße                   | 54295 Trier       | Trier-Heiligkreuz                        |               | beim 1. Mattheiser Weiher, s. Aulbach (Mosel) |
| 860  | Weimarer Allee                 | 54290 Trier       | Trier-Mitte/Gartenfeld                   | 1990          | |
| 861  | Weißhaus                       | 54293 Trier       | Trier-West/Pallien                       |               | |
| 862  | Wendelinusstraße               | 54296 Trier       | Trier-Irsch                              |               | nach dem heiligen Wendelinus |
| 863  | Wenzelbachstraße               | 54296 Trier       | Trier-Irsch                              |               | v. wälzen, rollen |
| 864  | Werdingstraße                  | 54295 Trier       | Trier-Heiligkreuz                        | 1958          | nach Karl Werding (1881–1942), Trierer Musiker |
| 956  | Werner-Becker-Straße           | 54296 Trier       | Trier-Kürenz                             | 2008          | Werner Becker, Trierer Mundart-Dichter |
| 865  | Werner-Siemens-Straße          | 54294 Trier       | Trier-West/Pallien                       |               | s. Werner von Siemens |
| 867  | Wilhelm-Deuser-Straße          | 54294 Trier       | Trier-Feyen/Weismark                     | 1990          | nach Wilhelm Deuser (1861–1953), Professor und Fachlehrer, Sammlung Deuser |
| 868  | Wilhelm-Jackson-Straße         | 54294 Trier       | Trier-West/Pallien                       | 1964          | nach Wilhelm Jackson (1861–1911), erster Betriebsdirektor der heutigen Trierer Stadtwerke |
| 869  | Wilhelm-Leuschner-Straße       | 54292 Trier       | Trier-Nord                               | 1958          | s. Wilhelm Leuschner |
| 866  | Wilhelm-Rautenstrauch-Straße   | 54290 Trier       | Trier-Mitte/Gartenfeld                   | 1958          | s. Wilhelm Rautenstrauch |
| 870  | Willy-Brandt-Platz             | 54290 Trier       | Trier-Mitte/Gartenfeld                   | 1993          | s. Willy Brandt |
| 871  | Wilmowskystraße                | 54295 Trier       | Trier-Mitte/Gartenfeld                   | 1923          | s. Johann Nikolaus von Wilmowsky |
| 872  | Windmühlenstraße               | 54290 Trier       | Trier-Mitte/Gartenfeld                   |               | an einer alten Römerstraße |
| 873  | Windstraße                     | 54290 Trier       | Trier-Mitte/Gartenfeld                   |               | |
| 874  | Wisportstraße                  | 54295 Trier       | Trier-Heiligkreuz                        | 1963          | in der Nähe der Porta Alba, s. Wisport |
| 875  | Wittlicher Straße              | 54292 Trier       | Trier-Nord                               |               | s. Wittlich/Eifel |
| 876  | Wolfsgasse                     | 54294 Trier       | Trier-West/Pallien                       |               | evtl. von einem Familiennamen |
| 877  | Wolkerstraße                   | 54296 Trier       | Trier-Mariahof                           | 1961          | s. Ludwig Wolker |
| 878  | Wyttenbachstraße               | 54290 Trier       | Trier-Süd                                | 1948          | s. Johann Hugo Wyttenbach |
| 879  | Zellstraße                     | 54290 Trier       | Trier-Süd                                | 1923          | nach Friedrich Joseph Zell, Politiker |
| 880  | Zentenbüsch                    | 54292 Trier       | Trier-Ruwer/Eitelsbach                   |               | evtl. zehntpflichtiger Wald |
| 881  | Zeppelinweg                    | 54294 Trier       | Trier-Euren                              | 1969          | beim alten Flugplatz mit der Zeppelinhalle, siehe: Flugplatz Trier-Euren |
| 882  | Zeughausstraße                 | 54292 Trier       | Trier-Nord                               | 1888          | nach einem Zeughaus, Artillerie-Depot |
| 883  | Zewener Straße                 | 54294 Trier       | Trier-Zewen                              | 1969          | |
| 884  | Ziegelstraße                   | 54293 Trier       | Trier-Ehrang/Quint                       |               | in Quint gab es früher eine Ziegelei und Tonbrennerei |
| 885  | Zimmerstraße                   | 54292 Trier       | Trier-Nord                               | 1888          | die Bedeutung konnte nicht geklärt werden |
| 886  | Zuckerbergstraße               | 54290 Trier       | Trier-Mitte/Gartenfeld                   |               | alte Weinbergsanlage |
| 895  | Zum Schellberg                 | 54296 Trier       | Trier-Filsch                             | 1970          | s. Schellberg (bei Trier) |
| 887  | Zum Domherrenwald              | 54296 Trier       | Trier-Kernscheid                         |               | ehem. Besitz der hohen Domkirche zu Trier |
| 888  | Zum Ehranger Wald              | 54293 Trier       | Trier-Ehrang/Quint                       | 1969          | Waldsiedlung bei Ehrang |
| 889  | Zum Hellberg                   | 54296 Trier       | Trier-Kernscheid                         |               | Hell, Held = bewachsener Berghang |
| 890  | Zum Höchst                     | 54296 Trier       | Trier-Kernscheid                         |               | höchster Punkt der Gemarkung |
| 891  | Zum Löschert                   | 54293 Trier       | Trier-Ehrang/Quint                       | 1969          | früher: Siedlung Quint |
| 892  | Zum Pfahlweiher                | 54294 Trier       | Trier-Feyen/Weismark                     | 1932          | s. Aulbach (Mosel) |
| 893  | Zum Römersprudel               | 54294 Trier       | Trier-Feyen/Weismark                     | 1987          | s. Römersprudel |
| 894  | Zum Sarkbrunnen                | 54296 Trier       | Trier-Tarforst                           | 1969          | Bedeutung „Brunnentrog - Viehtränke“ |
| 896  | Zum Schloßpark                 | 54295 Trier       | Trier-Kürenz                             | 1969          | s. Kürenzer Schlösschen, vorheriger Name: Schloßstraße |
| 897  | Zum Schombert                  | 54296 Trier       | Trier-Tarforst                           |               | Flurname |
| 898  | Zum Trauf                      | 54294 Trier       | Trier-Zewen                              |               | am Waldrand |
| 899  | Zum Wasen                      | 54296 Trier       | Trier-Irsch                              | 1969          | früher: Steilstraße |
| 900  | Zum Wingertsberg               | 54296 Trier       | Trier-Tarforst                           | 1995          | ehemalige Weinanbaugebiete im Bereich von Tarforst |
| 991  | Zur alten Eiche                | 54296 Trier       | Trier-Filsch                             | 2015          | Naturdenkmal an der Grenze zwischen Filsch und Irsch |
| 901  | Zur Mühle                      | 54296 Trier       | Trier-Olewig                             |               | ehemalige Domherrnmühle |
| 902  | Zur Ruwerer Felsenmühle        | 54292 Trier       | Trier-Ruwer/Eitelsbach                   | 1971          | Privatweg zu einem ehem. Geflügelhof, s. Ruwerer Felsenmühle |
| 903  | Zur Stadtmauer                 | 54293 Trier       | Trier-Ehrang/Quint                       |               | an der historischen Ringmauer |
| 904  | Zur Wallmauer                  | 54293 Trier       | Trier-Pfalzel                            |               | Lagebezeichnung: an der alten Stadtmauer |
| 905  | Zurlaubener Ufer               | 54292 Trier       | Trier-Nord                               |               | |
| 906  | Zurmaiener Straße              | 54292 Trier       | Trier-Nord                               | 1888          | |
| 907  | Zwergfelderstraße              | 54296 Trier       | Trier-Irsch                              | 1971          | nach einem Flurnamen, quer liegende Felder |
| 1008 | Gerty-Spies-Straße             | 54290 Trier       | Trier-Mitte/Gartenfeld                   | 2022          | benannt nach Gerty Spies, Schriftstellerin; von 1928 bis 2022: Hindenburgstraße nach Paul von Hindenburg; vorheriger Name Neumarktstraße;                                                             |
| 1000 | Am Mattheiser Wald             | 54296 Trier       | Trier-Feyen/Weismark                     | 2020          | Baugebiet Castelnau-Mattheis, benannt nach dem Mattheiser Wald |
| 1003 | Eschenweg                      | 54296 Trier       | Trier-Feyen/Weismark                     | 2020          | Baugebiet Castelnau-Mattheis |
| 1001 | Buntspechtweg                  | 54296 Trier       | Trier-Feyen/Weismark                     | 2020          | Baugebiet Castelnau-Mattheis |
| 1006 | Langohrweg                     | 54296 Trier       | Trier-Feyen/Weismark                     | 2020          | Baugebiet Castelnau-Mattheis |
| 1002 | Eisvogelweg                    | 54296 Trier       | Trier-Feyen/Weismark                     | 2020          | Baugebiet Castelnau-Mattheis |
| 1004 | Hirschkäferweg                 | 54296 Trier       | Trier-Feyen/Weismark                     | 2020          | Baugebiet Castelnau-Mattheis |
| 1005 | Kleiberweg                     | 54296 Trier       | Trier-Feyen/Weismark                     | 2020          | Baugebiet Castelnau-Mattheis |
| 1007 | Waldmeisterweg                 | 54296 Trier       | Trier-Feyen/Weismark                     | 2020          | Baugebiet Castelnau-Mattheis |
| 1010 | Am Burgunderbogen              | 54296 Trier       | Trier-Kürenz                             | 2022          | Verlängerung der Pluwiger Straße ins Wohngebiet |
| 1011 | Simone-Veil-Straße             | 54296 Trier       | Trier-Kürenz                             | 2022          | nach Simone Veil, Politikerin |
| 1013 | Giovanni-Cipollini-Straße      | 54296 Trier       | Trier-Feyen/Weismark                     | 2023          | nach Giovanni Cipollini aus der italienischen Partnerstadt Ascoli Piceno |
| 1009 | Neue Mitte West                | 54294 Trier       | Trier-West/Pallien                       | 2022          | neuer Stadtteilplatz in Trier-West |
| 1014 | Hans-Proppe-Straße             | 54294 Trier       | Trier-Euren                              | 2024          | nach Hans Proppe, Künstler und Lehrer |
| 1015 | Heinrich-Hamm-Straße           | 54294 Trier       | Trier-Euren                              | 2024          | nach Heinrich Hamm, Bildhauer |
| 1016 | Werner-Persy-Straße            | 54294 Trier       | Trier-Euren                              | 2024          | nach Werner Persy, Maler und Grafiker |
| 1017 | Zum Türmchenhaus               | 54294 Trier       | Trier-West/Pallien                       | 2024          | im Irrbach-Quartier |
| 1018 | Helmut-Kress-Straße            | 54294 Trier       | Trier-West/Pallien                       | 2024          | nach Helmut Kress, Kommunalpolitiker |
| 1019 | Fortunato-Bridi-Straße         | 54294 Trier       | Trier-West/Pallien                       | 2024          | nach Fortunato Bridi, Kommunalpolitiker |
| 1020 | Charles-de-Gaulle-Platz        | 54294 Trier       | Trier-West/Pallien                       | 2024          | nach Charles de Gaulle, französischer General und Staatsmann |
| 1021 | Felix-Zimmermann-Straße        | 54294 Trier       | Trier-West/Pallien                       | 2024          | nach Felix Zimmermann, ehem. Oberbürgermeister von Trier |

## Ehemalige Straßen und Plätze
- ohne Anspruch auf Vollständigkeit -
- Die Burgunder Straße in 54296 Trier-Kürenz wurde 1958 nach dem Herzogtum Burgund, dessen Erzkanzler der Trierer Kurfürst war, benannt. Sie bestand bis 2022.
- Die Frankenstraße in 54296 Trier-Kürenz wurde 1958 nach dem Stamm der Franken benannt. Sie bestand bis 2022.
- Der Kaiserhammer in 54293 Trier-Ehrang/Quint war der Name eines Gasthauses am Kaiserhammerweiher; es wurde abgerissen, der Straßenname wurde aufgelöst durch Beschluss des Ortsbeirates Ehrang/Quint von 2020.
- Der Kuhweg in 54293 Trier-West/Pallien hieß vorher Echternacher Weg; er liegt am Fuße des Markusberges, dort befindet sich ein historischer Wegestein.[10]
- Der Große Judenplatz war ein Platz im heutigen Bezirk Mitte/Gartenfeld.